# A Goeben és a Breslau üldözése

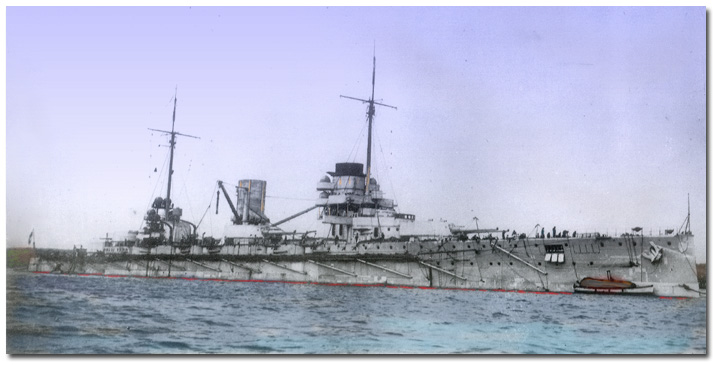
A Goeben csatacirkáló egy utólag színezett fényképen

A Goeben és a Breslau üldözése egy haditengerészeti hadművelet-sorozat volt az első világháború kezdetén a Földközi-tengeren, melynek keretében a brit és francia flották egységei megpróbálták elfogni a Wilhelm Souchon ellentengernagy vezette német Földközi-tengeri Divízió (Mittelmeerdivision) hajóit, a Goeben csatacirkálót és a Breslau könnyűcirkálót. A német hajók az elfogásukra küldött kötelékeket elkerülve eljutottak a Dardanellákhoz, majd pár nap múlva egy fiktív adásvételi egyezmény keretében átadták őket az ekkor még semleges Törökországnak.
Habár a német hajók áttörése a Dardanellákhoz vértelenül zajlott le, a főként a brit haditengerészetnek betudható fiaskó jelentős politikai és katonai következményekkel járt. A török szolgálatban Yavuz Sultan Selim (Goeben) és Midilli (Breslau) nevet kapó – de a német legénységüket megtartó – hadihajókkal ugyanis pár hónap múlva a török flotta élére kinevezett Souchon tengernagy orosz Fekete-tengeri kikötőket lövetett, amivel kiprovokálta Oroszország hadüzenetét, és ezzel Törökországot a központi hatalmak oldalán léptette be a háborúba. A német hajók Dardanellákhoz vezető útja számos történész szerint világtörténeti jelentőséggel bír, mivel ennek tulajdonítják be az Oszmán Birodalom háborúba való belépését, és a vesztes háború utáni feldarabolása alapjaiban változtatta meg a Közel-Keletet.

## Előzmények

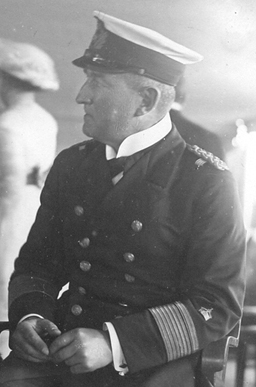
Wilhelm Souchon tengernagy 1917-ben

A Német Császári Haditengerészet 1912-ben, az első Balkán-háborút követően hozta létre a Földközi-tengeri Divízióját (Mittelmeerdivision) a német állampolgárok és érdekek védelmének megerősítésére a Mediterráneum keleti részében Isztambul állomáshellyel. A divízió a világháború kitörésekor mindössze két hadrafogható hajóból állt, a Goeben csatacirkálóból és a Breslau könnyűcirkálóból. A flotta többi részétől függetlenül tevékenykedő egység feletti parancsnokságot Wilhelm Souchon ellentengernagy 1913. október 13-án vette át Triesztben.
1914 nyaráig a Goeben számított a legerősebb és – a próbajáratain mért 28 csomós sebessége alapján – a leggyorsabb kapitális hadihajónak a Földközi-tengeren. Ekkorra azonban a végsebességét már messze nem tudta elérni az elhasználódott kazáncsövei miatt és így a hatótávolsága is erősen lecsökkent. Emiatt a hazarendelése mellett döntöttek és testvérhajójával, a Moltkével tervezték leváltani a divízió élén. A leváltásra parancs szerint 1914. október 4-én a Gibraltár melletti spanyol Algeciras kikötőjénél kellett volna sor kerüljön.
Az előzetes császári utasítások szerint egy Franciaországgal való esetleges háború esetén a divízió feladata a francia gyarmati csapatok Észak-Afrikából Franciaországba való átszállításának zavarása és/vagy az Atlanti-óceánra való kitörés után a Németországba való hazatérés megkísérlése lett volna – a tengernagy saját meglátása szerint.

## AGoebenPólában és Messinában
Ferenc Ferdinánd meggyilkolásának híre Haifában érte a csatacirkálót. Souchon elmondása szerint az itteni német konzul figyelmeztette, hogy véleménye szerint az esemény hatására Németország háborúba keveredhet és részben az ő szavainak hatására döntött úgy, hogy minél előbb sort kerít a Goeben hajtóműveinek rendbetételére, amit a császári és királyi flotta fő támaszpontján, Póla kikötőjében tervezett végrehajtatni. A gyors szervizelés érdekében német szakembereket és munkásokat valamint pótalkatrészeket rendelt Pólába, akiknek pár nappal ideérkezése után kellett beérkezniük.
A csatacirkáló július 17-én érkezett meg a kikötőbe és 13 napon át folyt az elhasználódott kazáncsöveinek a cseréje. Az összesen mintegy 9000 kazáncsőből 4460-at sikerült újra cserélni. Időközben Souchon tárgyalásokat folytatott Anton Haus flottaparancsnokkal, amik során a német tengernagy számára világossá vált, hogy az osztrák-magyar flotta jóval óvatosabb stratégiát tervez alkalmazni tartva a francia flotta gyors és agresszív fellépésétől egy esetleges háború esetén, mint amit német részről vártak volna. A német tengernagy nem szerette volna, ha a hajóit csapdába ejtik az Adrián, ezért ide érkezve annyi javítást végeztetett el a hajtóműveken, amennyit csak lehetséges volt a politikai helyzet kritikussá válása előtt. Souchon a Németországgal szövetségben álló Olaszország flottaparancsnokának küldött üzenetében egy július 30-ai, Riminiben való találkozást kért, mire utóbbi egy Róma melletti helyszínt vetett fel augusztus 3-ikára. Souchon ebből úgy ítélte meg, az olaszok nincsenek tisztában a politikai helyzet komolyságával. Az Ausztria-Magyarország és Szerbia közötti háború kitörése 1914. július 28-án még Pólában érte a csatacirkálót és a feszült helyzetre való tekintettel Souchon még a munkálatok elvégzése előtt, július 30-án kihajózott a kikötőből, miközben még mindig dolgoztak a kazánokon.
Míg a Goebent Pólában javították, addig a Breslau az albániai Durazzo előtt horgonyzott – többek között a Gloucester brit könnyűcirkáló társaságában – az albán partoknál, ahol a nagyhatalmak hadihajóik jelenlétével igyekeztek támogatni Vilmos albán fejedelem ingatag lábakon álló kormányzatát. Souchon a kihajózását követő napon, július 31-én küldött üzenetében a Breslaut Brindisibe rendelte, hogy előkészítse az ide érkező Goeben számára a szénvételezést, majd Messinába, a hármas szövetség számára kijelölt fő támaszpontra kellett továbbmennie.
Augusztus 1-én a Breslau Brindisiben ki is tett egy fiatal tisztet, Karl Dönitz korvetthadnagyot (Leutnant zur See) az üzemanyag-beszerzés feladatának elintézésére. Őt a nap későbbi részében ide érkező Goeben vette a fedélzetére. A kikötői hatóságok nem járultak hozzá a csatacirkáló szénvételezéséhez a kedvezőtlen hullámzásra hivatkozva, így a Goeben is Messina felé folytatta az útját és itt augusztus 2-án – a német mozgósítás elrendelésének napján – találkozott a már itt horgonyzó Breslauval. A Messinába való megérkezésig a Goeben annyi kazáncsövét sikerült kicserélni megfeszített munkával, hogy 18 csomós sebességet tudott már tartani. A Törökországba való áttörés során, augusztus 4-én rövid ideig még a 24 csomót is elérte. Még az Adrián délnek tartva érkezett a rádióüzenet, mely a „fenyegető háborús veszélyről” (drohende Kriegsgefahr) számolt be. A tisztek megbeszélései során felmerült az Atlanti-óceánra való kitörés és a Németországba való visszatérés lehetősége – mint ahogy az az előzetes császári parancsokban is állt, ezt azonban elvetették a csatacirkáló kazánjainak rossz állapota miatt. Messina felé haladva több is üzemképtelenné vált átmenetileg közülük (három az összesen 24-ből).

## Az antant tervei a német hajók elfogására

### A brit Földközi-tengeri Hajóraj

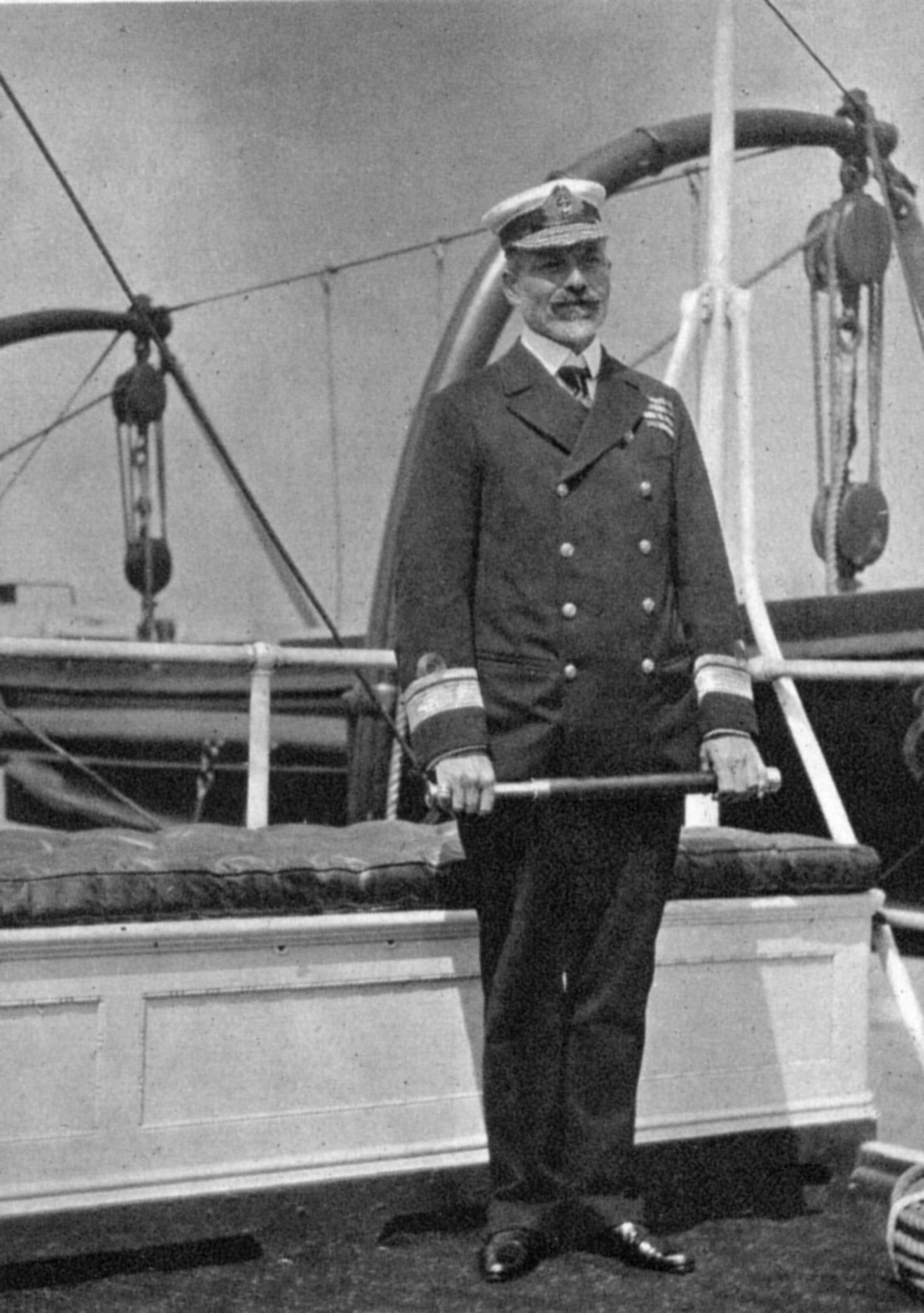
Milne tengernagy

A Máltán állomásozó flotta (hivatalosan hajóraj: Mediterranean Squadron) ekkor három új, modern csatacirkálóból (2. csatacirkáló raj: Inflexible, Indefatigable, Indomitable), négy páncélos cirkálóból (1. cirkálóraj), négy könnyűcirkálóból és egy 14 egységből álló rombolóflottillából állt Archibald Berkeley Milne tengernagy irányítása alatt. Milne flottájához tervezték az Invincible csatacirkáló áthelyezését is, ám ennek elektromos mozgatású tornyait hidraulikus rendszerrel cserélték le ekkor, és emiatt csak a fenti három kapitális egység állt a brit tengernagy rendelkezésére. Milne a zászlóshajójával július 22-én Alexandriában tartózkodott, mikor értesítést kapott a politikai helyzet súlyossá válásáról, valamint arról, hogy augusztus 29-re Chathambe kell hajóznia, és a Temze torkolatának parancsnokságát kell átvennie másnap. A leváltására és áthelyezésére azért volt szükség, mert a Franciaországgal kidolgozott háborús tervek szerint az antant földközi-tengeri összevont hadereje rövid idő után francia irányítás alá kellett kerüljön és mivel Milne és Augustin Boué de Lapeyrère tengernagy (a francia Földközi-tengeri Hajóraj parancsnoka) közül a brit volt a rangidős, így nem maradhatott meg a posztján.

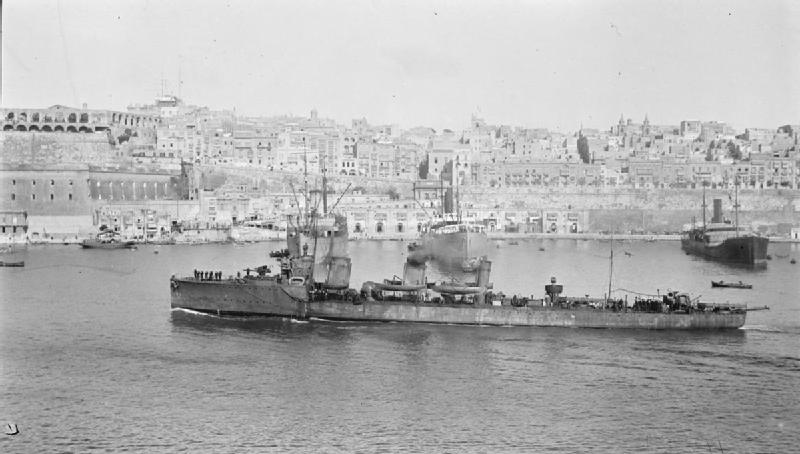
A Grampus (Málta, 1916) – a Földközi-tengeren szolgálatot teljesítő Beagle-osztályú rombolók egyike

Július 27-én az admiralitás táviratban közölte Milne-nel, hogy esély van egy háború kitörésére és fel kell készülnie arra, hogy „ellenséges” hadihajókat kell követnie. Ennek megfelelően vissza kellett térnie Máltára, ahol a hajók számára szükséges szénkészletek és felszerelések biztosítása volt a feladata. Milne-nel ekkor a csatacirkálói közül kettő, az Inflexible (zászlóshajó) és az Indefatigable volt az egyiptomi kikötővárosban és ugyanitt voltak a Warrior és Black Prince páncélos cirkálók, a Chatham, Weymouth, Dublin és Gloucester könnyűcirkálók valamint 13 romboló. A Defence ekkor Durazzónál volt, a Duke of Edinburgh-on pedig épp befejezték az éves karbantartást Máltán, míg a harmadik csatacirkáló, az Indomitable, melyen már négy hónapja el kellett volna végezni a karbantartásokat, július 21-én vált ki Milne hajórajából Bejrútnál, hogy még a többi hajó előtt visszatérhessen Máltára és megkezdhessék a munkálatokat rajta. A július 23-án megérkező csatacirkáló gépeinek egy részét már eltávolították, mikor beérkezett Milne üzenete az azonnali hadrafoghatóvá tételére való utasítással, így azonnal visszaszerelték az eltávolított alkatrészeit és feltöltötték a készleteit.
Az üzenet elküldése utáni napon, július 28-án Winston Churchill, az admiralitás első lordja (a haditengerészeti miniszter) felvetette Battenberg hercegnek, az első tengeri lordnak (a vezérkari főnöknek), hogy az Invincible pótlására a New Zealand csatacirkálót küldhetnék erősítésnek, de egy aznap délutáni kabinetülésen a kérdésben úgy határoztak, Milne nem kap további hajókat. Az ülésen arról is döntöttek Churchill kezdeményezésére, hogy kiküldik a háború veszélyére figyelmeztető táviratokat és ez meg is történt az ülést követően 14:00 előtt. Milne a táviratra úgy válaszolt, hogy az osztrák-magyar és olasz flották fölénye miatt Máltán tervezi összevonni a haderejét és egyben is tartja mindaddig, amíg a francia tengernaggyal való egyeztetésre engedélyt nem kap. Mindössze a Messinai-szoros szemmel tartására küldött ki egy könnyűcirkálót, a Chathamet.
Két nappal később, július 30-án Churchill Milne tengernagyot – egy meglehetősen zavaros megfogalmazású táviratban – arra utasította, hogy biztosítsa a francia XIX. hadtest Észak-Afrikából Franciaországba való átszállítását. A további eseményeket kétértelműségével jelentős mértékben befolyásoló, „superior force”-táviratként emlegetett üzenet így hangzott:
„(…) Elsődleges feladata a franciák segítése az afrikai hadseregük átszállításában biztosítás által, és amennyiben lehetőség adódik rá, egyes gyors német hajókat harcra kell bírnia, különösen a Goebent, melyek felléphetnek a csapatszállítási műveletek ellen. Táviratban értesítve lesz, hogy mikor[tól] konzultálhat a francia tengernaggyal. Ebben a szakaszban ne vállaljon fel harcot fölényben lévő erőkkel szemben, leszámítva ha az egy a franciákkal közösen vívott általános csata része. A rajainak sebessége elegendő ahhoz, hogy Ön válassza meg a pillanatot. Remélhetjük, hogy a Földközi-tengeren lévő erőinket megerősíthetjük, és Önnek jól kell gazdálkodnia az erőivel a kezdetekben.”
Churchill utasításai nem fejtették ki konkrétan, hogy mit takar a „fölényben lévő erők” (superior forces) kifejezés. Később ezt úgy magyarázta, hogy amire utalt, az „az osztrák (sic!) flotta, melynek csatahajói ellen a három csatacirkálónak nem lett volna tanácsos harcba keverednie csatahajók támogatása nélkül.” Az utasítás eredeti tervezetébe ezt belefoglalta a magyarázata szerint, de a többszöri átírása során több lényeges információ kiesett belőle. Ráadásul Churchill utalást tett az üzenetben arra, hogy Milne flottája erősítéseket kaphat, annak ellenére, hogy a két nappal korábbi kabinetülésen egyértelmű döntés született arról, hogy erre nem kerül sor.
Augusztus 2-án Londonban már bizonyosra vették, hogy Olaszország semleges marad és emiatt a négy páncélos cirkáló és két csatacirkáló kivonását latolgatták Milne flottájából, egyéb kisebb egységekkel együtt, miközben a tengernagy Churchill üzenete alapján abban a tudatban volt, hogy erősítések érkezése várható. Battenberg a tervezett brit lépés indoklását eredetileg így fogalmazta meg:
„Anglia az erőit északon vonja össze, védve a francia érdekeket Németországgal szemben. Franciaország az erőit a Földközi-tengeren vonja össze, védve a brit érdekeket Ausztriával szemben.”
Röviddel később a mondatban – nyilván a felülkerekedő nacionalista érzelmei hatására – kihúzta a „brit érdekeket” szavakat és helyettük „közös érdekeket” írt, ugyanakkor a védelmezendő „francia érdekeket” változatlanul hagyta.

### A Milne-Troubridge megbeszélés

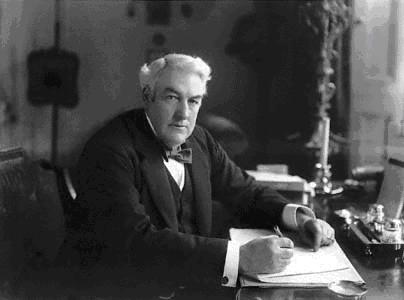
Ernest Troubridge ellentengernagy 1911-ben,
az eseményekkor a brit 1. cirkálóraj parancsnoka

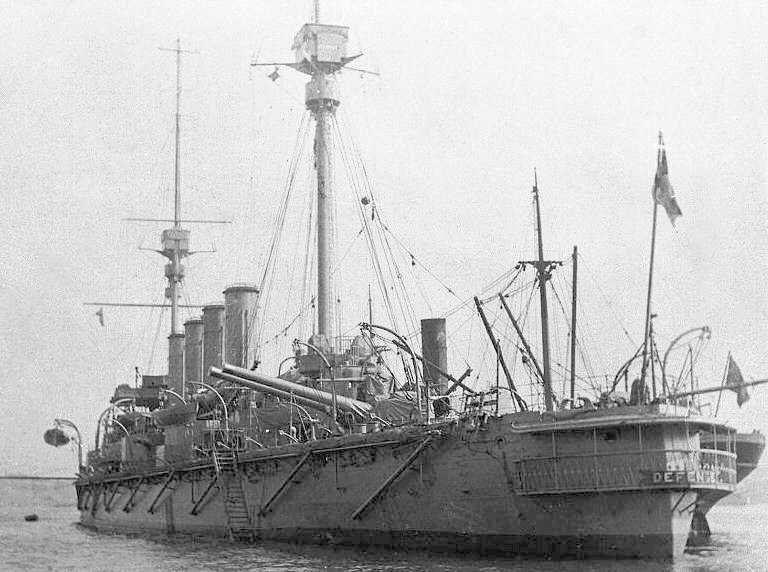
Troubridge zászlóshajója a Defence páncélos cirkáló

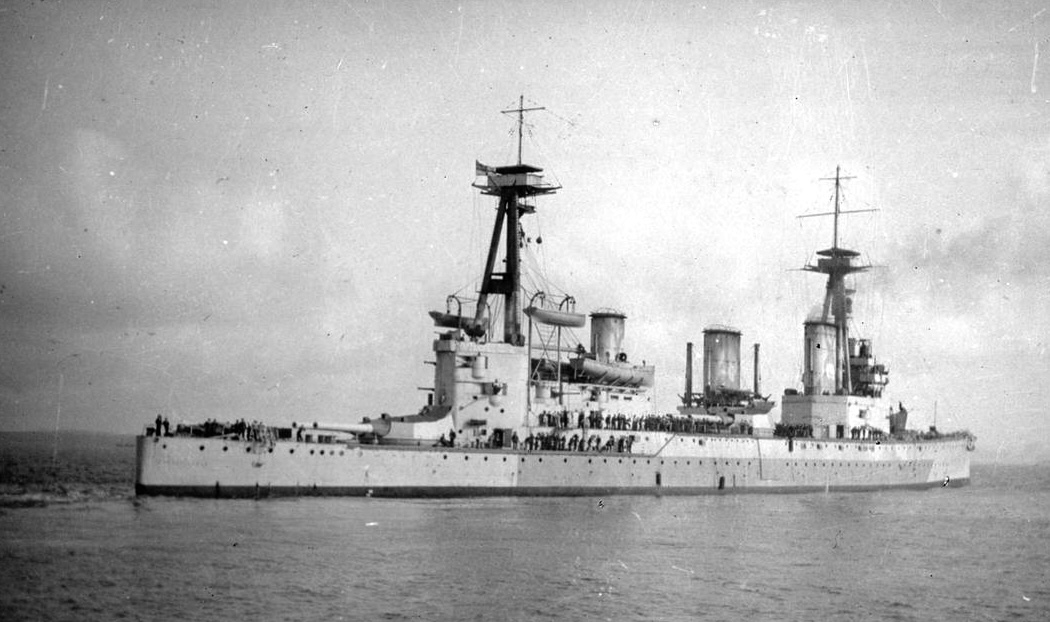
Az Indefatigable csatacirkáló

Milne augusztus 1-re  terv szerint Máltán összevonta a haderejét. A következő napon Battenberg első tengeri lordtól utasítást kapott, hogy két csatacirkálóval kövesse (shadow) a Goebent, miközben az Adriai-tengert is szemmel kellett tartania, felkészülve arra az esetre, ha a Monarchia flottája ki akarna onnan törni.
Augusztus 2-án délután az Indomitable, az Indefatigable, öt cirkáló (Defence, Warrior ill. három könnyűcirkáló) és nyolc romboló lett kiküldve az Adriához Ernest Troubridge ellentengernagy vezetésével. A reggelije után Troubridge kézhez kapott egy másolatot Churchill „superior force”-táviratából és Milne adott neki fél órát a tartalmának áttanulmányozására. Ezután a két tiszt megvitatta a parancsot, benne azt, mit jelenthet a „superior force” kifejezés. Arról viszont nem esett szó, hogy Troubridge a két csatacirkálót állandó jelleggel kapta-e meg, avagy csak átmenetileg kerültek át hozzá a Goeben követésének erejéig.
Ezek a feladatköröket és parancsnoki hatásköröket érintő részletek fontos jelentőségűnek bizonyultak. Troubridge később azt állította, hogy széleskörűen ismertek voltak a páncélos cirkálók alkalmazhatóságával kapcsolatos fenntartásai, mint ahogy az a véleménye is, miszerint egyetlen csatacirkáló jó látási viszonyok mellett nagyobb erőt képvisel, mint egy egész cirkálóraj. Ezzel némileg ellentmond, hogy az admiralitásnál – ahol Troubridge a háború előtt vezérkari főnökként (Chief of the War Staff) tevékenykedett – ezeket a megállapításokat a könnyűcirkálókra vonatkoztatták.
Ugyanakkor Troubridge-nek voltak saját kellemetlen tapasztalatai is a páncélos cirkálók alkalmazhatósága terén, amire a véleményét alapozhatta. Egy 1913-as hadgyakorlaton a páncélos cirkálókból álló rajával szembe került a Lion csatacirkálóval, mely szinte a latókörén kívül helyezkedett. Lövést esélye sem volt nyitni rá, mivel a hadgyakorlat vezetője váratlanul közölte vele, hogy a rajának fele semlegesítve lett már a Lion tüzében. A hadgyakorlat tapasztalataiból Sturdee altengernagy, a háború kitörésekor vezérkari főnök, azt a következtetést vonta le, hogy a páncélos cirkálókat deklasszálták a csatacirkálók, ám egy 1914 júliusára elkésztett tanulmányában arról értekezett, hogy egy páncélos cirkálókból álló raj még mindig erős tüzérségűnek számít, ha egységeit szoros kötelékben tartják és ilyen esetben a páncélos cirkálók megállják a helyüket a csatacirkálókkal szemben. Azonban ha szétbontakoztatják őket, akkor a csatacirkáló számára könnyű prédát jelentenek. A tanulmányt 16 példányban elküldték Máltára is, de csak augusztus 8-án érkeztek meg ide, így Troubridge az iránymutatásokat, melyek akár hatással is lehettek volna a későbbi döntéseire, nem ismerhette meg időben.
A két főtiszt a megbeszélés egyes részleteire eltérően emlékezett vissza. Troubridge állítása szerint a megbeszélés során kitért arra, hogy a páncélos cirkálóival nem veheti fel a küzdelmet a Goebennel, mire a felettese azt válaszolta, hogy ettől nem kell tartania, mivel a két csatacirkáló vele lesz. Milne ellenben úgy emlékezett vissza, hogy bár felmerültek a páncélos cirkálók Goebennel szembeni nehézségei, de Troubridge nem tett olyan utalást, miszerint a rajával kerülné a vele a harcot. Azt csupán nehéznek, bonyolultnak nevezte, mivel olyan esetekben tartotta felvállalhatónak, mikor meg tudják lepni a német hajót vagy az manőverezésre kényszerül. Milne elmondása alapján számára egyértelmű volt, hogy Churchill utasításaiban a „superior force” kifejezés csakis az osztrák-magyar flottára utalt és nem a német hajórajra, így ez nem nem képezhetett volna akadályt az 1. cirkálóraj Goeben elleni alkalmazásának.

### Brit hajórajok kihajózása Máltáról
Battenberg utasításai a Goeben követésére és az Adria figyelésére augusztus 2-án délután érkeztek meg és Milne ennek megfelelően adta ki a kifutási parancsokat. A Chathamnek amint lehetett a Messinai-szoroshoz kellett hajóznia és 17:12-kor már útnak is indult, míg a Defence, az Indomitable, az Indefatigable, a Warrior, a Duke of Edinburgh, a Gloucester valamint két rombolódivízió (négy-négy romboló) az Adria bejáratához hajóztak, ahol az éjszaka folyamán a rombolók előrehajóztak az Otrantói-szorosba, majd nap közben a görög vizekre tértek vissza pihenni és üzemanyagot spórolni, míg a feladatukat a négy páncélos cirkáló vette át, a két csatacirkáló és egy könnyűcirkáló pedig távolabb helyezkedett tőlük felkészülve arra, hogy észlelése esetén a Goeben nyomába szegődjenek. A nap folyamán Milne téves tartalmú jelentéseket kapott, az egyik szerint a Goeben Brindisiben vételezett szenet, majd az albán partokhoz hajózott volna át, a másik szerint pedig Tarantónál látták. Ugyanakkor a görög kormányzat jelentése szerint a Monarchia nagykövete a Szalonikiben lévő szénkészletek nagysága felől érdeklődött, amit annak tudtak be, hogy egy hajórajt szándékoznak kiküldeni az ide érkező és Szerbiának szánt hajószállítmányok elfogására. Milne az utasításainak megfelelően zászlóshajójával, az Inflexible-el Máltán maradt, hogy a háborús előkészületeket levezényelje a támaszponton.
Troubridge később – a tárgyalásán – azt állította, hogy Battenberg parancsát (az admiralitás által kiadott 196-os számút) Milne nem mutatta meg neki, csak a kihajózási parancsot (sailing order) kapta meg, amit maga Milne fogalmazott meg és ami így szólt: „Amennyiben a Goeben észleltetik, úgy a két csatacirkálóval követnie kell azt.” Ebben a kitételben a páncélos cirkálók nem lettek megemlítve, ami a későbbiek során szintén hozzájárulhatott a félreértésekhez.
Emellett Troubridge korábban az admiralitásnál részt vett a brit-francia tárgyalásokon, így tudta, hogy a Földközi-tengeren az antant tengeri haderejének főparancsnoksága francia kézbe fog kerülni. Mivel azonban Milne magasabb rangban szolgált, mint Lapeyrère, az is nyilvánvaló volt számára, hogy a brit tengernagyot emiatt nem fogják megtartani az itteni brit flotta élén. Troubridge azt feltételezte, hogy az admiralitásnak vissza kell hívnia Milne-t zászlóshajójával, az Inflexible-el és ezután ő fogja átvenni a brit mediterrán flotta műveleti irányítását, mely ezután francia felügyelettel fog működni. Ebből fakadóan elmondása szerint úgy vélte, hogy a parancsok, amiket tőle kapott, valójában az admiralitástól származtak. Troubridge mondandójában itt ellentmondásba keveredett saját magával, mivel a Milne-től kapott parancsban egyértelmű utalás volt arra, hogy az admiralitás 196-os parancsát mellékelten megkapta. Ebből Troubridge-nek tudnia kellett, hogy felettesét (még) nem rendelték vissza Angliába és így a csatacirkálóknak a cirkálóraja mellé rendelése csakis átmeneti jelleggel bír.
Troubridge a Milne-nel való találkozója után összehívta a tisztjeit, ahol kifejtette, hogy a Goebent észelelése esetén akkor is óvatosan követni kell, ha a háború még nem is tört ki Nagy-Britannia és Németország között. Kennedy kapitány, az Indomitable parancsnoka ekkor rákérdezett, hogyan lehetne követniük a 22-24 csomóra képes hajóikkal a 27-28 csomós gyorsaságú Goebent, ha az nem akarja, hogy kövessék. Kennedy elmondása szerint a társai gúnyolódtak a kérdésén, míg Troubridge-től azt a választ kapta, hogy általánosan ismert dolog, miszerint a Goebennek másfél lábbal nagyobb a merülése a megadottnál, így meg sem tudja közelteni az említett sebességet. Ebben Milne is egy véleményen volt Troubridge-dzsel és ezt a véleményt a német csatacirkáló egyik Alexandriába tett látogatása során tapasztaltak is megerősítették a britek számára, ahol a vártnál jóval nagyobb merülésűnek bizonyult a vártnál.
Troubridge augusztus 2-án 18:07-kor hagyta el északkeleti irányba Máltát a rajával, melyet két részre osztott, az egyikben a két páncélos cirkálóval (Defence, Duke of Edinburgh), a másikban a két csatacirkálóval (Indomitable, Indefatigable). A két könnyűcirkáló, a Chatham és a Gloucester külön tevékenykedett felderítőként. Út közben érték be az előreküldött rombolókat és az ő sebességükkel (15 csomóról 10 csomóra lassítva) folytatták az utat.
Milne értesítette az admiralitást a rendelkezéseiről, ugyanakkor Churchill zavaros „superior force” utasítása kapcsán megérdeklődte, hogy amennyiben a két német hajó az Adria felől érkezne, úgy a Troubridge vezette kötelék teljes egészével koncentráljanak rájuk, vagy csak a két csatacirkálóval. Ez a kérdésfeltevés rávilágított a Battenberg és Churchill által küldött parancsok ellentmondásaira és Londonban is zavartkeltőek voltak. Battenberg üzenete ugyanis egyforma jelentőséget tulajdonított a Goebennek és az Adria megfigyelésének is, míg a Churchill-féle üzenet egyértelműen a Goeben követését jelölte meg elsődleges feladatnak.

### A francia Földközi-tengeri Hajóraj

#### Brit-francia kapcsolatfelvételi problémák
Még július 30-án a londoni francia haditengerészeti attasé találkozott Battenberggel és Churchill-lel, akiknek azt javasolta, osszák ki az előzetesen összeállított közös kódkönyveket a két ország hadihajóinak. Churchill a kérdésben hezitált és azt a választ adta, hogy ennek a számára korainak tűnő döntésnek a meghozatala a kormányzatokra tartozik és nem a haditengerészetekre.
Nagy-Britannia Luxemburg német megszállása után rendelte el a mozgósítást és Milne augusztus 2-án este kapott felhatalmazást, hogy kapcsolatba lépjen a franciákkal (a közös kódkönyvek használatával). Milne azonban hiába küldött üzeneteket Lapeyrére tengernagynak, választ nem kapott, ezért augusztus 3-án délután a Dublin könnyűcirkálót a tunéziai Bizertába küldte, hogy felvegye a franciákkal a kapcsolatot. Oda másnap, augusztus 4-én 09:43-kor érkezett meg, majd hamar vissza is indult. Út közben 15:30-kor kapta rádión az értesítést a franciáktól, hogy a teljes flottájuk épp elhagyta a délfrancia bázisait Algéria irányába. Valójában azonban a francia flotta már előző nap 04:00-kor kihajózott.

#### A francia stratégia

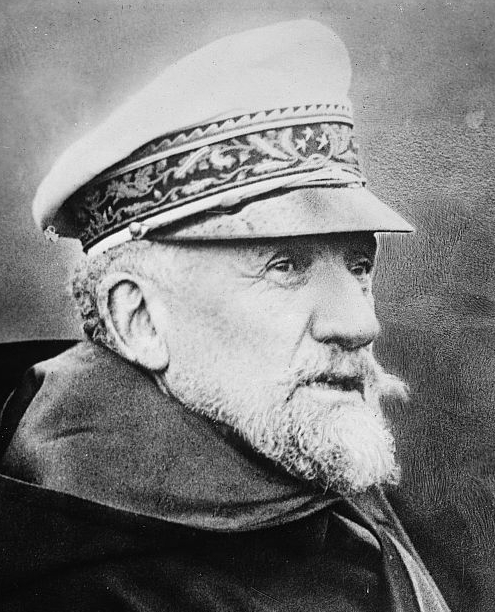
Augustin Boué de Lapeyrère tengernagy

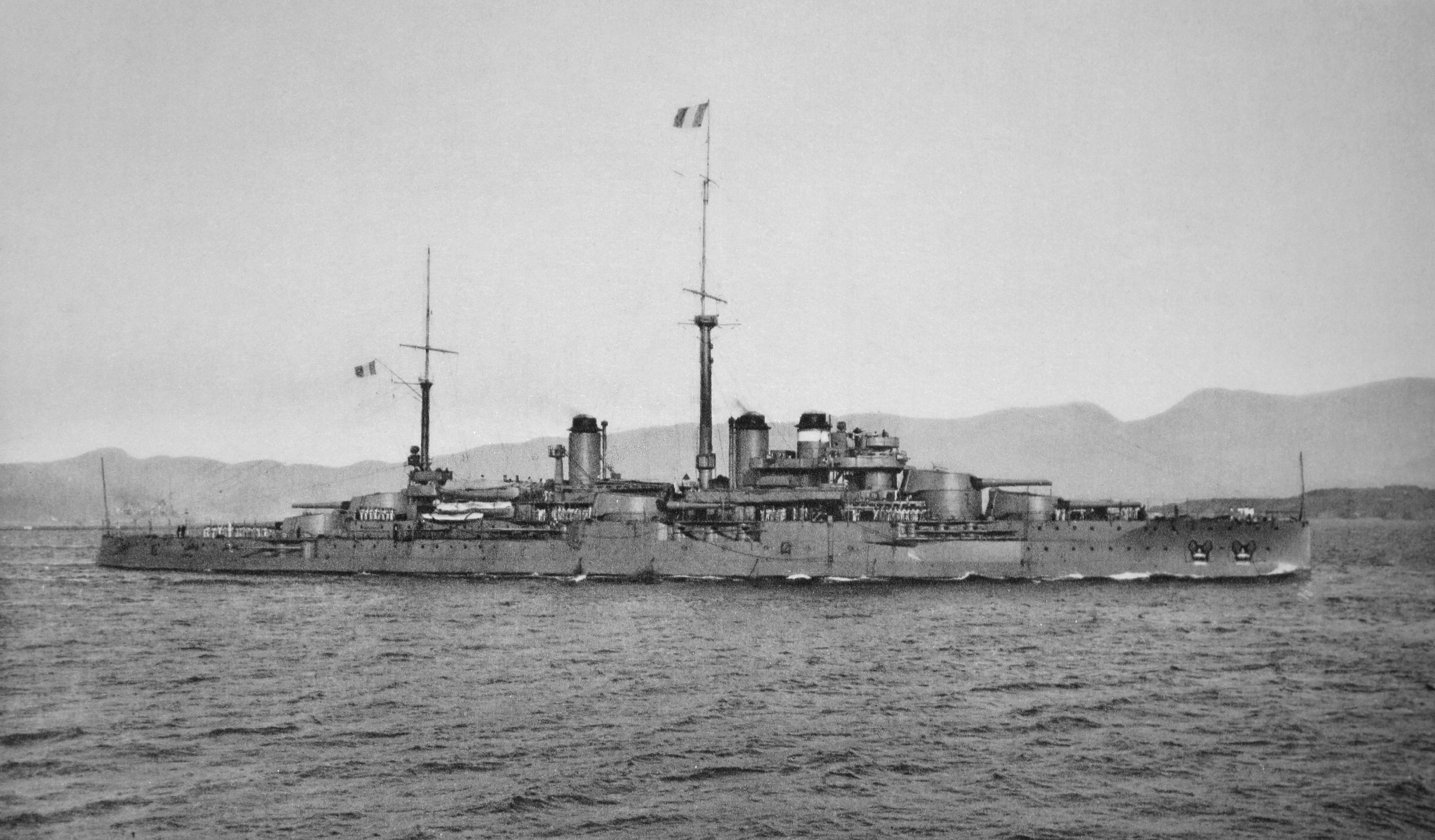
Lapeyrère tengernagy zászlóshajója, a Courbet

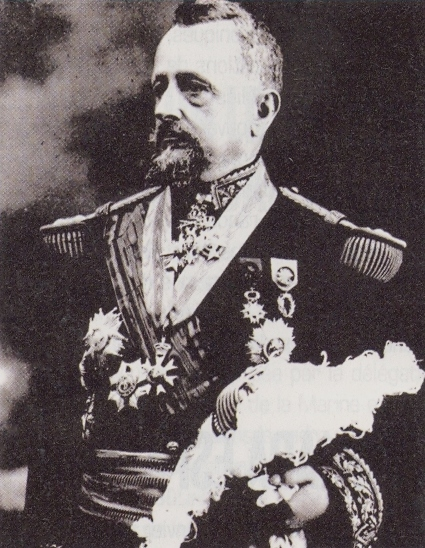
Gabriel Darrieus ellentengernagy

A francia stratégia szerint a két szövetségi rendszer közti háború kitörésekor a flotta javával erőteljes offenzívát indítottak volna az olasz és osztrák-magyar flotta ellen, míg a XIX. hadtestük Algériából való átszállítását az egyes csapatszállítóknak a legnagyobb sebességgel, külön haladva kellett végrehajtania és az útjukat az Algír–Toulon táv nagyjából felénél egy régi csatahajóból és hét szintén régebbi cirkáló elhelyezésével tervezték fedezni Gabriel Darrieus ellentengernagy vezetése alatt. Az offenzívától azt várták, hogy teljesen leköti az ellenség erejét és emiatt nem fog tudni erőket fordítani a csapatszállítmányok zavarására, ami a külön és gyorsan mozgó célpontok miatt amúgy sem érné meg a ráfordítást. Ez a terv azonban nem számolt azzal, hogy a két gyors, modern német hadihajó a szövetségeseitől függetlenül, külön tevékenykedve léphet fel támadólag, márpedig az elsődleges feladatuk épp a francia csapatszállítások elleni fellépés volt.
Darrieus ellentengernagy a német hajók jelentette fenyegetés miatt az erői megerősítését és az eredetileg kijelölt három behajózási kikötő kettőre szűkítését (Algír, Orán) követelte. Lapeyrére továbbította beosztottja észrevételeit Párizsnak, de a felső vezetésben a korábban átbeszélt biztosítási rendszeren már nem akartak változtatni és Lapeyrére-t július 30-án a csapatszállítások megbeszéltek szerinti lebonyolítására utasították. Lapeyrére azonban úgy vélte, hogy a flottáját túlságosan lekötné az útvonal biztosítása, és emiatt nem tudná kivitelezni a gyors offenzívát, ezért a csapatszállítmányok konvojrendszerben való lebonyolítását igyekezett elérni, amihez a kijelölt 37 gőzhajónak a mozgósítás elrendelése utáni harmadik és hetedik nap között kellett útnak indulnia – amennyiben a helyzet megítélése máshogy nem kívánja és ez nagyobb késedelmet nem okoz. A tengernagy ez utóbbi kitételt igyekezett felhasználni a csapatszállítások átszervezéséhez.
Lapeyrére tengernagy augusztus 2-án 20:50-kor értesült arról, hogy a Goeben előző éjszaka Brindisinél volt és parancsot kapott az elfogásuk céljából való kihajózásra, a csapatszállítmányok kérdésében pedig a parancs kihangsúlyozta a szállítóhajók egyenként való elindításának szükségességét. A francia vezetés olyan nagy fontosságot tulajdonított az akciónak, hogy Messimy hadügyminiszter teljes felelősséget vállalt a kérdésben. Lapeyrére a német hajók fenyegető közelsége azonban megerősítette abban, hogy az általa addig ellenzett konvojrendszer az egyetlen módja a hadtest áthozatalának Franciaországba. Ennek megfelelően augusztus 2-án éjjel táviratban közölte Párizzsal, hogy a flottájával Algériába indul (a német hajók elfogása helyett) és előreláthatólag augusztus 4-én este ér át, eddig pedig a csapatszállítókat sem engedi kifutni. Pár órával később, éjfél után arról kapott hírt, hogy előző nap a Goeben Messinában vételezett szenet. A francia flotta főerői  pár órával később, augusztus 3-án 04:00-kor futottak ki Toulonból.
A Goeben feltűnését még ezen a napon jelentette a tarantói brit konzul Londonnak. Attól tartva, hogy a német hajók kitörni készülnek az Atlanti-óceánra, a brit admiralitás a két csatacirkálót – Troubridge fennhatósága alól kivéve – Gibraltár irányába küldte. Milne másik feladatát, a francia hajóforgalom biztosítását bonyolította a francia haditengerészettel való közvetlen kapcsolat hiánya, miközben tudta nélkül elhalasztották a csapatszállítóik útnak indítását. Milne a Chatham könnyűcirkálót küldte a Messinai-szoroshoz a Goebent felkutatni, azonban augusztus 3-ika reggelére Souchon már elhagyta Messinát és nyugati irányba tartott.

## A német tervek és lehetőségek

### Politikai és stratégiai megfontolások

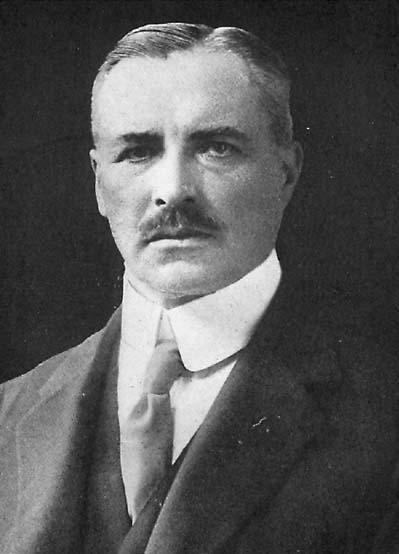
Hans von Wangenheim báró,
az isztambuli német nagykövet

Az antant részéről azt feltételezték, hogy a Goebennek a Földközi-tenger nyugati felén elszórtan számos szénszállítója van, de ez a feltevés téves volt. Souchonnak nem voltak szénszállítói, ellenben emlékezett arra, hogy a General nevű német gőzös a kelet-afrikai Daressalamba tartott egy kiállításra és a Szuezi-csatorna felé tartva még a közelben tartózkodhat Kréta szigeténél. A gőzöst – még a Brindisibe való megérkezése előtt – magához rendelte Messinába és rekvirálta ellátóhajónak.
Időközben Németország és Törökország között szövetségkötési tárgyalások zajlottak és már egészen előrehaladott állapotban voltak, mikor az osztrák-magyar nagykövet azt jelentette a nagyvezérnek, hogy Bécs legfrissebb titkosszolgálati jelentései alapján Oroszország Fekete-tengeri Flottája támadást tervez végrehajtani a Boszporusz ellen. A hír nem felelt meg a valóságnak, de Wangenheim bárót, a német nagykövetet arra ösztönözte, hogy Berlinbe táviratozzon, felvetve, hogy amennyiben a Goebent Törökországba irányítanák át, úgy az fel tudná tartóztatni az orosz flottát, továbbá megvédené a Románián átvezető kommunikációs vonalakat, egy esetleges bolgár partokon való partraszállási hadműveletnek is elejét venné – és nem utolsó sorban a szövetségi tárgyalásokra is jó hatással lenne. A császár augusztus 2-án küldött válaszában azonban azt írta, hogy jelenleg a csatacirkálót nem lehet felmenteni a feladatai alól. Hugo von Pohl tengernagy, a német flotta vezérkari főnöke osztotta véleményét és úgy vélte, a Goeben legnagyobb hasznát az Atlanti-óceánon vagy az Északi-tengeren vennék és nincs keresni valója a török vizeken. (A német–török szövetség még aznap 16:00-kor megköttetett, amiről Vilmos császár és Pohl tengernagy csak másnap értesültek.)

### Rajtaütés az algériai kikötőkön

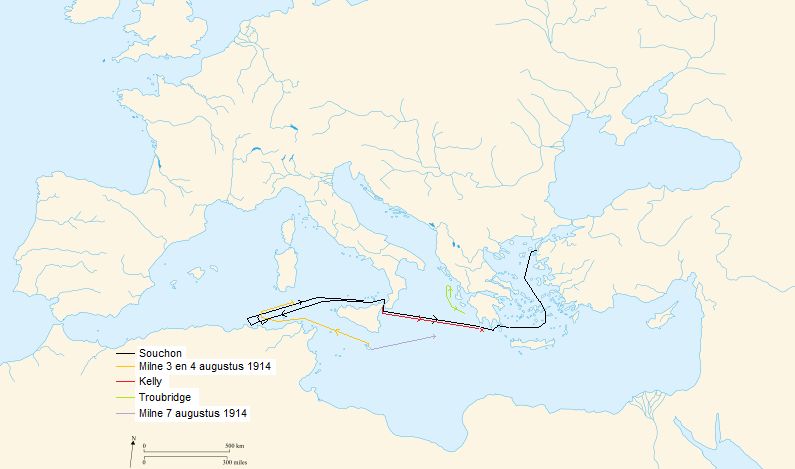
Az üldözők és üldözöttek útvonala
(pontatlan ábrázolás)

Souchon mindeközben kedvezőtlen híreket kapott Berlinből: kitört a háború Németország és Oroszország között, Franciaországgal bizonyosan ki fog törni és Nagy-Britannia is nagy valószínűséggel be fog lépni a Németország elleni háborúba, Olaszország pedig semleges marad. A Monarchia leendő magatartásáról nem esett szó. Konkrét parancsok hiányában Souchon az előzetes utasításoknak megfelelően a francia csapatszállítmányok megzavarására készített terveket és az algériai Philippeville és Bône kikötői ellen tervezett támadást kivitelezni, amitől azt várta, hogy a XIX. hadtest átszállítása késedelmet fog szenvedni és a biztosítása jelentősebb erőket fog lekötni.
Német kereskedelmi hajókról 2000 t különböző minőségű szén átvétele után Souchon a hajóival augusztus 3-án 01:00-kor feltűnés nélkül elhagyta a messinai kikötőt és 17 csomóval nyugatnak vette az irányt. A terv szerint hajói a kikötőkhöz közelítve orosz lobogót kellett felvonjanak, hogy ne keltsenek egyből riadalmat és nyugodtan felmérhessék, milyen hajók tartózkodnak ott, majd a német lobogók felvonása után a kiszemelt célpontokra rövid tűzcsapást kellett mérjenek. Az ellenséges hadihajókkal és a partvédelmi ütegekkel a tűzharcot kerülni kellett. A tűzcsapás végeztével a hajóknak nyugati irányba kellett folytatniuk az útjukat míg a szárazföldtől látótávolságon kívülre nem kerülnek és a Szardnia déli részénél lévő Spartivento-foknál kellett találkozzanak ismét.
Souchon ekkor még nem fogalmazta meg a további terveit, vélhetően kivárásra helyezkedett, várva, milyen hatással lesz az akciója és Anton Haus hogyan reagál rá. Az előzetes parancsokban megfogalmazott második opció, az Atlanti-óceánra való kitörés és hazatérés mint lehetőség nem merült fel a kazánok rossz állapota miatt. Pohl tengernagy augusztus 3-án délelőtt szerzett tudomást a német-török szövetségi szerződés megkötéséről, ami után már nem zárkózott el a Goeben Kis-Ázsiába való küldésétől és a felvetést lelkesen fogadó Tirpitz tengernagy hatására el is fogadta azt. Néhány órán belül Tirpitz és von Pohl – a saját szakállukra cselekedve – a következő parancsot küldték el Souchonnak:
„Szövetség köttetett az Egység és Haladás Tanácsának kormányzatával [az Oszmán Birodalommal] augusztus 3-án. Azonnal menjen Konstantinápolyba”
A parancs kiadásáról Vilmos császárt csak utólag értesítették és a külügyminisztériumot már az ő beleegyezésével utasították arra, hogy 19:30-kor táviratban értesítse Wangenheim bárót a módosított tervekről és ajánlja fel Souchon szolgálatait a török flotta vezetésére.
Souchon augusztus 3-án értesült arról, hogy Franciaország és Németország között kitört a háború, épp mielőtt a két hajója különvált volna a kikötők lövetéséhez. A hadüzenetről a Szicílián lévő Vittoria város rádióállomása adott hírt, aminek jeleit a Duke of Edinburgh és a Defence páncélos cirkálók igyekeztek zavarni és emiatt némi késedelmet is szenvedett a vételezése német részről. A britek által elfogott jelzések némi meglepetésükre egy francia mondattal zárultak: „Később még több [információval] szolgálok. Tartsa nyitva a szemét.”
Pár órával később a naueni nagy teljesítményű rádióadó hírt adott a német-török szövetség megkötéséről és közvetítette Souchonnak az Isztambulba való hajózásra felszólító parancsát is. (Ezt az üzenetet a britek egészen novemberig, a német kódok feltöréséig nem tudták megfejteni.) Az üzenet mindössze két órával azelőtt érkezett, hogy a német hajók megkezdték volna a támadásukat. Souchon úgy döntött, hogy végrehajtja előbb a kikötők lövetését és csak aztán indul Isztambul felé. Ennek megfelelően röviddel 06:00 után a Goeben Philippeville, a Breslau Bône kikötőjére mért rövid, kb. tíz perces tűzcsapást. A Goebenre egy francia üteg tüzet nyitott, de az hatástalan volt. A Breslau nem ütközött ellenállásba.
Philippeville-ben egy be nem azonosított brit gőzhajót, az Isle of Hastingst is találat érte, de ez az információ – mely a háborúpárti brit politikusok számára akár casus belliként is szolgálhatott volna Németország ellen – csak másnap ért el Londonba. Miközben a német és a brit fél óvakodott az első lövés leadásától és az Admiralstab is külön felhívta a Nyílttengeri Flotta parancsnokának a figyelmét bármiféle összetűzés kerülésére, emiatt még a segédcirkálókat sem engedték útnak indulni, nehogy ezt ellenséges lépésként értékelhessék, addig a rendelkezésről nem értesített Souchon tudta nélkül veszélybe sodorta a britekkel békére törekvő német politikát.

## Az antant hadműveletei

### Milne intézkedései a németek Messinában való feltűnésére

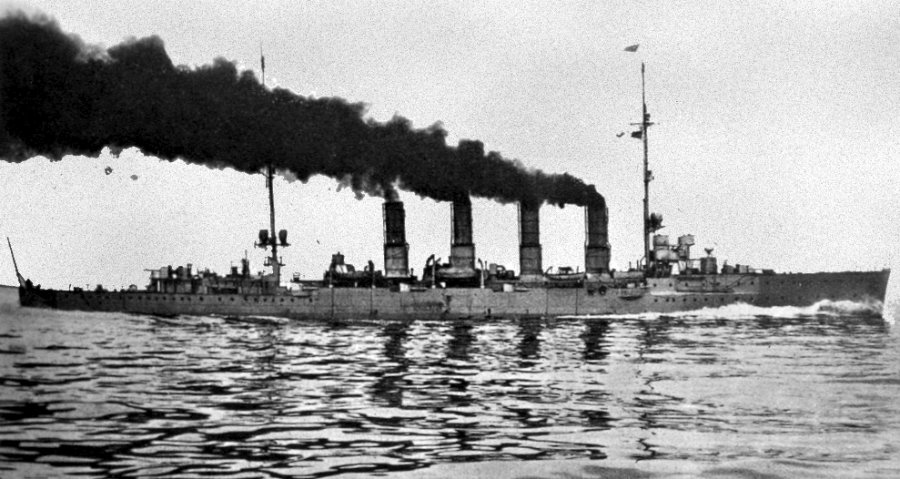
A Breslau könnyűcirkáló

Milne augusztus 3-án 03:00 körül szerzett tudomást arról, hogy a német hajók Messinába érkeztek dél körül. A hírt megosztotta Troubridge-dzsel és a Chatham könnyűcirkálóval, mely egységet a Messinai-szoros szemmel tartására küldött ki előző nap. Troubridge kérdésére, hogy továbbra is tartsa-e megfigyelés alatt az Adriát, Milne-től azt a – Churchill üzenetét idéző – választ kapta, hogy „Igen, de a Goeben az elsődleges tényező.”
Troubridge rákérdezett Milne-nél, hogy a két csatacirkálót ne küldje-e Szicíliát délről megkerülve a nyugati medencébe, de Milne ezt válaszában még túl korainak ítélte és további, megbízhatóbb jelentések érkezését várta a német hajók mozgását illetően. Ezután Troubridge a hajórajával a Messinai-szorostól délkeletre vett fel pozíciót, hogy innen minden déli irányba távozó hajót elfoghasson. Amennyiben a németek a szorost északi irányban hagyták volna el, úgy a két csatacirkálóját Szicíliát megkerülve szándékozott útnak indítani, ahelyett, hogy a szoroson át küldte volna utánuk, mivel tartott a számára még kiszámíthatatlannak tűnő olaszoktól.
A felderítést végző Chatham ugyanakkor augusztus 3-án 07:30-kor áthaladt a szoroson, hat órával az után, hogy a két német hajó elhagyta Messinát. Milne a könnyűcirkálót nyugati irányban haladva való felderítésre utasította, egyben megüzente az admiralitásnak, hogy Troubridge haderejét – a Gloucestert és nyolc rombolót leszámítva – nyugatnak rendeli, hogy a francia csapatszállítókat fedezhessék.
Milne attól tartva, hogy az Adriánál kevés erőt hagyott hátra, hamarosan meggondolta magát és Troubridge-et az 1. cirkálórajjal visszairányította annak megfigyelésére és nyugati irányba csak a két csatacirkálónak kellett továbbhaladnia. Ennek megfelelően augusztus 3-án 15:15-kor Troubridge megvált a csatacirkálóktól és a páncélos cirkálóival visszatért eddigi feladatához. 17:15 körül a Málta közelébe érő csatacirkálók azt az utasítást kapták, hogy a Bon-fok és a Spartivento-fok között (a Tunézia és Szicília közötti legkisebb távolságon) járőrözve kutassanak a Goeben után. Ugyanekkor a németekről semmiféle információt szerezni nem tudó Chatham már Szicília északnyugati részénél volt, mielőtt délnek fordulva megkerülte volna a szigetet. A két német hajó pedig tőle már messze nyugatra tartott zavartalanul az algériai partok felé.
Az admiralitásnál Londonban a német hajók mozgásából megállapították, hogy azok egyre nyugatabbra bukkannak fel, miközben még nem állnak hadban Franciaországgal, de ez csak órák kérdése lehet. Battenberg ez alapján úgy vélte, a német hajók vagy a csapatszállítmányokat akarják megzavarni, vagy pedig ki akarnak törni az Atlanti-óceánra – esetleg mindkettő a szándékukban áll. Emiatt utasította a gibraltári támaszpontot, hogy állítson fel őrjáratot a szoros megfigyelésére, Milne-nek pedig 18:30-kor új parancsokat küldött, melyek szerint a két csatacirkálónak nagy sebességgel azonnal Gibraltárba kell indulnia, hogy megakadályozhassák a Goebent a Földközi-tenger elhagyásában. Kennedy kapitány, a rangidős hajóparancsnok, 20:47-kor kapta kézhez a parancsot és hajóival 22 csomós sebességre – csaknem az ekkor épp elérhető legnagyobb sebességükre – kapcsolva indult meg nyugat felé.
A brit külügyminisztérium ezekben az órákban kapta Párizsból azt a hírt, hogy aznap reggel a francia flotta kihajózott a támaszpontjairól a Goeben megfigyelésére és a másnap útnak induló csapatszállítmányok biztosítására. Annak ellenére, hogy Sturdee láttamozta az üzenetnek az admiralitáshoz eljuttatott másolatát, a fontos hírt mégsem továbbították Milne felé, aki az Inflexible-el a Máltai-csatornára kihajózva várakozott, hogy szükség esetén a kívánt irányba meginduljon. Ez az információ a Battenberg által két órával korábban kiadott parancsot feleslegessé tehette volna.

### A francia flotta tevékenysége
Lapeyrère tengernagy Toulonban három csoportra osztotta flottáját. A tartalék hajóraj régi építésű csatahajóit előre küldése után augusztus 3-án reggel a zömmel utánuk indult, hogy a Baleár-szigeteknél beérje őket, ahol ismét különváltak az erői.
Első csoport – A formáció keleti felén a Chocheprat altengernagy vezette csoport hat Danton-osztályú csatahajóból, a páncélos cirkáló-raj 1. divíziójábal és egy rombolóflottillából állt. A csoport úticélja Philippeville volt.
Második csoport – A középen helyezkedő csoport Lapeyrère vezetésével a Courbet dreadnought-mintájú csatahajóval, a 2. csatahajóraj pre-dreadnoughtjaival, a páncélos cirkáló-raj 2. divíziójával és 12 rombolóval Algírbe tartott.
Harmadik csoport – A tartalék hajóraj egységeiből álló, a nyugati szárnyon helyezkedő csoport Oránba tartott.
Lapeyrère csak augusztus 4-én 01:00 után értesült a német hadüzenetről. Az üzenetben ismét kiemelték, hogy a csapatszállítmányoknak külön-külön és a legnagyobb sebességükkel kell haladniuk. A három hadihajó-csoport szétbontakozva és egymástól távolodva a leggazdaságosabb sebességgel haladt az úticélja felé, míg a sokkoló híreket nem vételezték Philippeville és Bone kikötőinek lövetéséről. A jelentések szerint a támadók északnyugati irányba távoztak, amiből úgy vélték, hogy a Baleár-szigetek felé tartanak. Souchon ezen megtévesztő manőverét erősítette az a korábbi – téves – értesülés, miszerint a szigeteknél egy német szénszállító állt készenlétben, melynek támogatásával újabb támadásokat indíthat a térségben, avagy egyenesen Algír felé véve az útját lövetheti az itteni kikötőt is. Algír védelme érdekében Lapeyrère Chocheprat első csoportját – a már támadást elszenvedett Philippeville helyett – Algír felé küldte. Ezen intézkedések azonban már feleslegesnek bizonyultak, mivel amint kellően eltávolodott a partoktól, Souchon visszafordult keletnek, hogy Pohl és Tirpitz parancsának megfelelően – Messina újbóli érintésével – a Dardanellákhoz hajózzon.
Lapeyrère később azt állította, hogy augusztus 4-én reggel még látta a német hajók kéményfüstjét a távolban, ami viszont a nagy távolság miatt bizonyosan lehetetlen volt.
Az események után a franciák vizsgálóbizottságot állítottak fel annak megállapítására, hogy mulasztás okozta-e azt, hogy a Goebent nem sikerült az afrikai partoknál harcra kényszeríteni. Amennyiben ugyanis Lapeyrère már augusztus 2-án kihajózott volna Toulonból, úgy már augusztus 4-én hajnalra, a támadás időpontjára átérhettek volna a hajói az algériai kikötőkbe, Philippeville-be nevezetesen az első csoport csatahajói (semi-dreadnoughtjai). A vizsgálat arra az eredményre jutott, hogy a régi csatahajók elől, melyek közül egyik sem volt gyorsabb 20 csomónál, a Goeben a jelentősen nagyobb sebessége (22-24 csomó) révén könnyedén ki tudott volna térni.
A francia vizsgálat megállapítása szerint Souchon hajóinak elfogásának két lehetősége lett volna:
1. Egy erősebb haderő elvágja a visszavonulási útját.
2. Meglepetésszerű rajtaütés révén, mikor szenet vételez vagy csatában szerzett sérülés miatt válik mozgásképtelenné.[44]

Milne 08:50-kor nem hivatalos forrásból szerzett tudomást – először csak – Bône lövetéséről, bár a rosszul dekódolt üzenetből előbb Orán nevét olvasták ki. A lövetés megerősítette azon feltevését, hogy a németek Gibraltár felé tartanak. Az ellene küldött két csatacirkálója egész éjjel megfeszített erővel tartotta a 22 csomós sebességet, hogy megakadályozhassák az átjutásban. Náluk a kereskedelmi adó jelzéséből Bône helyett előbb Dovert olvastak ki. A kérdést a még Bizertában lévő Dublin tisztázta 10:32-kor, mikor a franciáktól kapott információkat továbbítva számolt be Philippeville és Bône lövetéséről. Ugyancsak a Dublin jelentette azt a Párizsból érkező hírt, hogy a baleár-szigeteki Palmában egy német szénszállító horgonyoz és vélhetően két hadihajót akar ellátni szénnel.

## A német hajóraj találkozása a brit csatacirkálókkal

### A kölcsönös észlelés
Milne a beérkező hírek hatására egyértelműen úgy vélte, hogy az események a Földközi-tenger nyugati medencéjébe helyeződnek át. A Gibraltár felé tartó két csatacirkálója azonban váratlanul összefutott a Goebennel és a Breslauval, amik négy órával a támadások után, 10:00 körül találkoztak ismét és már keleti irányra álltak. 10:32-kor az Indomitable őrszemei jobb oldalt elől két vonásnyira (22,5 fokra) megpillantották a nagy sebességgel kelet-északkeletnek tartó Breslaut, majd röviddel rá bal oldalon elől a Goeben is előtűnt a párából.
A britek számára úgy tűnt, hogy megpillantva őket a Goeben balra tér ki, hogy csatlakozzon a kísérőjéhez, amit az Indomitable egy jobbra való kanyarodással vélt tudni megakadályozni, ellenben a német források ilyen manőverekről nem tesznek említést. A csatacirkálók egymással szembe haladva közelítettek egymáshoz 40 csomó körüli összesített sebességgel. A németek először attól tartottak, hogy francia csatahajókkal kerültek szembe, de az árbócaik alapján hamar sikerült brit csatacirkálókként azonosítani őket. Ez valamelyes megkönnyebbülést jelentett számukra, de így is teljes harckészültségben maradtak, mivel a történelmi példák alapján a britekről tudni lehetett, hogy hajlamosak hadüzenet nélkül is rárontani az ellenségeikre. Ezúttal azonban mindkét fél az ágyúit végig normál rögzített helyzetében tartotta. Kennedy kapitány erősen figyeltette a német csatacirkáló árbócát, hogy amennyiben tengernagyi lobogó alatt hajózik, akkor tisztelgő lövésekkel üdvözölhessék. Mivel azonban Souchon lobogója nem volt felvonva, a lövésék leadására nem került sor. Brit részről ezt nem bánták, mivel Kennedy nem akart egy esetleges félreértésből fakadó incidenst okozni, de német részről is örültek ezek elmaradásának, mivel az ágyúik éles lőszerrel voltak töltve, így nem tudták volna viszonozni az üdvözlést. A hajók így csendben haladtak el mintegy 9 km távolságra egymástól, majd Kennedy 10:40-kor a következő jelzést adta le Milne-nek:
„Ellenség (sic!) észlelve. Szél[esség] 37°44’ É., 7°56’ K. K-i irányba tart. Goeben és Breslau [egységekből] áll.”
Ez a rádiójelzés azonban nem jutott el Milne-hez, csak a hat perccel később leadott újabb jelzés, aminek a végéről azonban lehagyták a német hajók által felvett irányát. Milne, aki így csak az észlelés pozíciójáról szerzett tudomást, abból indult ki, hogy Souchon továbbra is nyugatnak tart. Ez alapján 11:08-kor a még Bizertában lévő Dublin könnyűcirkálót utasította, hogy a Goeben és a Breslau észleléséről értesítse a francia tengernagyot, majd azonnal csatlakozzon az Indomitable-hez. Bizertában a helyét ezután az ide irányított Chatham vette volna át. Milne értesítette az admiralitást az észlelés tényéről és a német hajók követéséről, valamint a Palmában észlelt német szénszállítóról is. A hír röviddel 11:00 előtt érkezett Londonba. Battenberg az információk alapján szintén úgy vélte, hogy a németek nyugatnak tartanak. Milne viszont hamarosan két olyan üzenetet is kapott Kennedytól, miszerint a németek északnak tartanának. A tengernagy a dolgok tisztázását kérte, de csak dél után kapott a valóságnak megfelelő tartalmú információkat a csatacirkálóitól.

### Az admiralitás reakciói a német hajók észlelésére

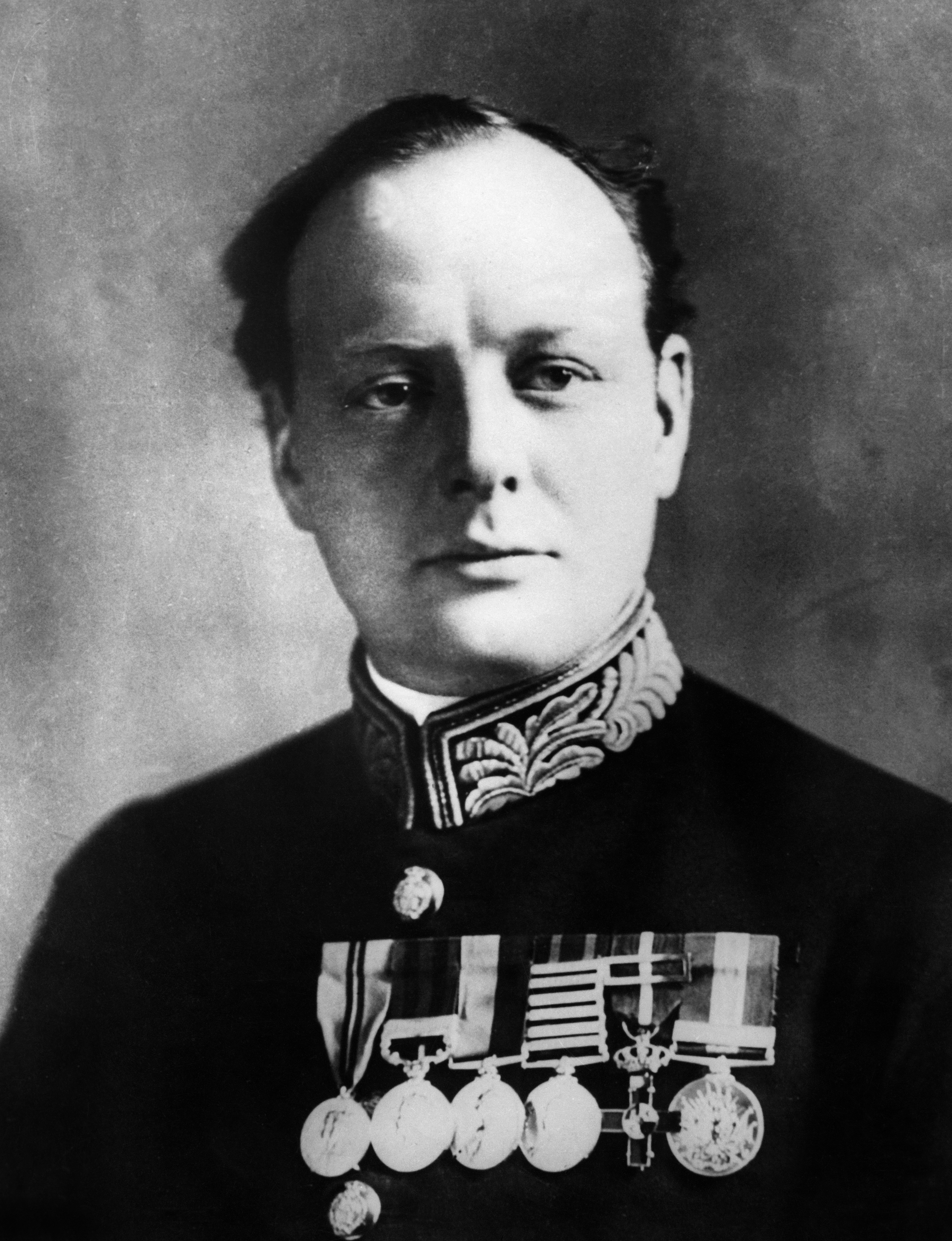
Winston Churchill 1914-ben

Londonban nagy megelégedettséggel fogadták a hírt a német hajók észleléséről. Churchill értesítette Sturdee-t, a vezérkari főnököt és Battenberget a Németországnak (Belgium függetlenségének megsértése okán) küldendő ultimátumról és megérdeklődte náluk, hogy a brit haditengerészet számára globálisan melyik időpont kedvezne a leginkább. Battenberg erre azt válaszolta, hogy bármely időpont megfelel aznap éjfél után. Churchill, aki tévesen úgy hitte a francia csapatszállítmányok már úton vannak,  Milne-nek a következő üzenetet küldte el 12:10-kor:
„Amennyiben a Goeben támadást intéz a francia csapatszállítmányok ellen, úgy azonnal avatkozzon közbe. Előtte egyértelműen jelezze neki szándékát.”
Churchill ezután visszatért a kabinetülésre, ahol úgy vélte el fogják fogadni a magyarázatát a parancs kiadásához. Grey külügyminiszter azonban 14:00 után tervezte csak elküldeni az ultimátumot Berlinnek, amiben éjfél lett meghatározva határidőként, a kabinet pedig semmiféle fegyveres fellépéshez nem járult hozzá ezen időpont előtt, így Churchillnek vissza kellett vonnia a kiadott parancsot. (Elképzelhető, hogy amennyiben a kabinet értesült volna az Isle of Hastings kereskedelmi gőzhajó sérüléseiről, úgy másként döntött volna.) Asquith az admiralitás első lordjának ekkor tanúsított viselkedését a következő szavakkal írta le:
„Winston, aki az összes harci festékét magára kente [teljesen harci színekbe öltözött], alig várja, hogy sor kerüljön már egy tengeri csatára holnap reggel a korai órákban és aminek az eredménye a Goeben elsüllyesztése lesz.”
Milne 17:00 után kapta meg Churchill első üzenetét melyben a francia csapatszállítmányok védelmére kötelezte, de ezt a kabinet ellenállása miatt vissza kellett vonnia (14:05-kor GMT):
„Az admiralitástól Minden Hajónak d.u. 2-kor:
A Németországnak küldött brit ultimátum greenwichi idő szerint augusztus 4-én éjfélkor jár le. Semmilyen Harci Cselekményre nem kerülhet sor ezen óra előtt, mikor [is] a Németországgal szembeni ellenségeskedésről az admiralitás táviratot küld.
A Mediterráneumra vonatkozó külön kiegészítés, az Indomitable és Indefatigable számára d.u. 2.5-kor elküldve.
Ez [a távirat] semmissé teszi az Indefatigable és az Indefatigable azon felhatalmazását, hogy szembeszálljanak a Goebennel amennyiben az francia csapatszállítmányokat támadna.”

### Battenberg korlátozó üzenete

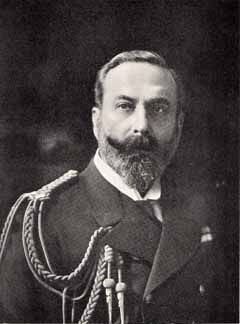
Battenberg herceg,
az első tengeri lord

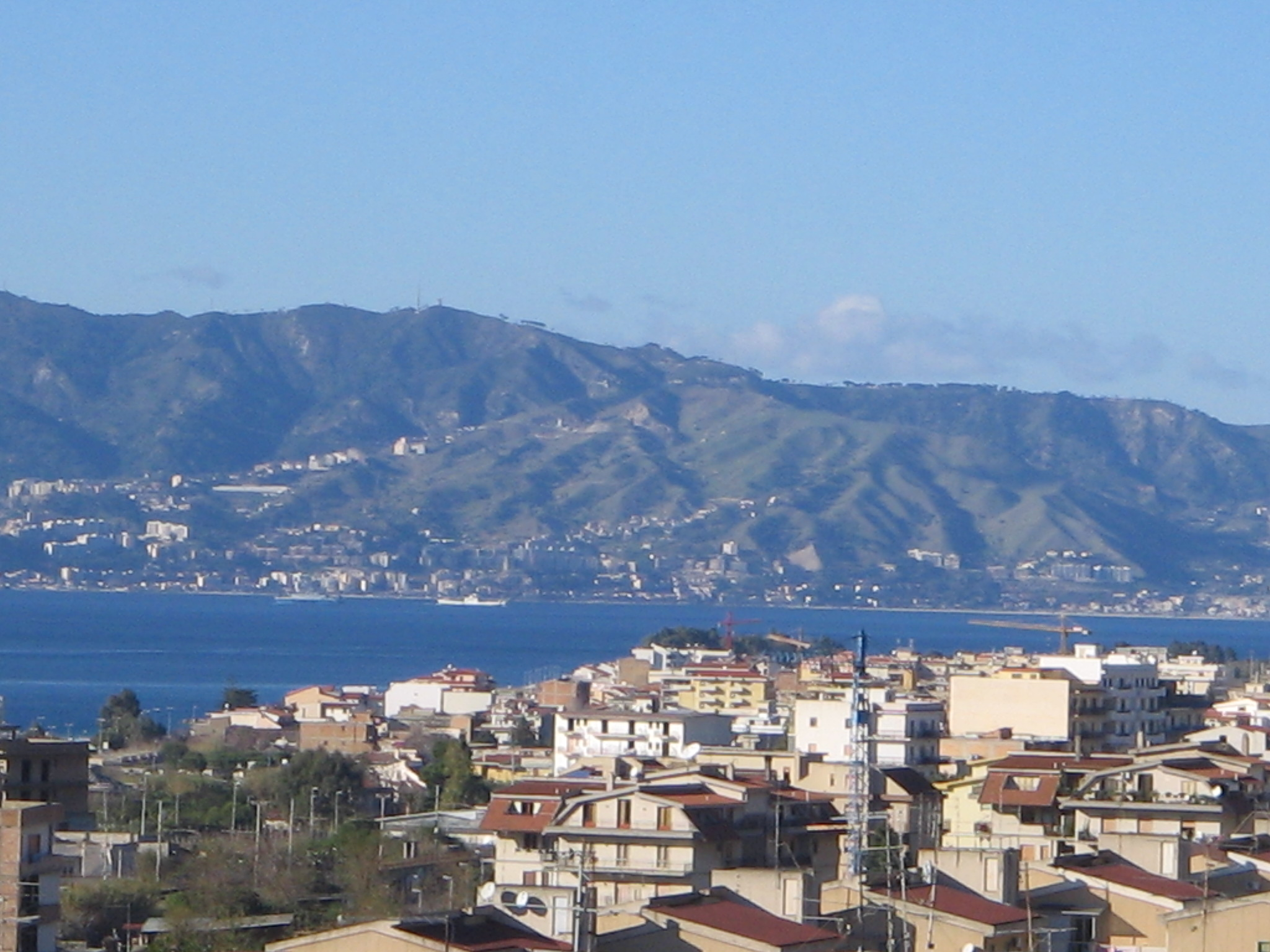
Szicília Reggio di Calabriából nézve a Messinai-szoros túloldalán (2006)

Battenberg úgy vélte, hogy gesztust kell tenni a semlegességét deklaráló Olaszországnak, ezért Churchillnek felvetette, hogy a brit hajók az olasz partoktól hat tengeri mérföldes (11 km) távolságot tartsanak. Churchill egyet értett vele és ennek megfelelő parancsot küldtek Milne-nek (12:55-kor). A külügyminisztériummal is közölték a döntésüket, amit az az olasz kormány felé közvetített. Ez a látszólag jelentéktelen korlátozás azt jelentette, hogy a mindössze 2 tmf (3,7 km) széles Messinai-szoroson való áthaladást megtiltotta a brit hadihajóknak és ez hamarosan fontos szerepet játszott. Ez a döntés teljesen indokolatlan is volt, mivel Olaszország deklarálta a semlegességét és sem az olasz kormányzat, sem a brit külügyminisztérium nem kérvényezte, az 1907-es hágai egyezmények egyik pontjával sem volt összhangban, melyek mellesleg a háborús cselekedeteket a semleges partoktól mindössze három tengeri mérföldes távolságon belül tiltották mindössze és a hadviselő államok hadihajói számára nem tiltotta a tengerszorosokon való áthaladást. A római haditengerészeti attasé véleménye szerint ez a lépés a britek megítélésén sem javított semmit az olaszok szemében.

### Az üldözés

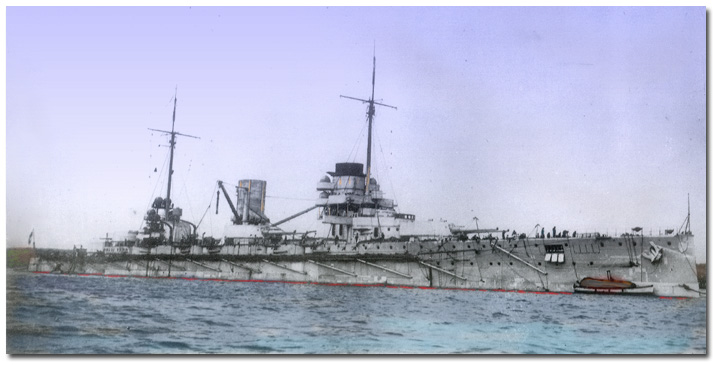
A Goeben csatacirkáló egy utólag színezett fényképen

A két német hadihajó négy órával a támadások után, 10:00 körül találkozott ismét. A brit hadihajók észlelésekor Souchon a Breslaut északkeleti irányba való elszakadásra utasította. A követés során az Indefatigable előbb az Indomitable mögött és tőle balra haladt, de ebben a helyzetben a vezérhajó füstjébe került, ezért Kennedy kapitány felzárkózásra utasította, így tőle balra és vele egyvonalban haladt ezután. Az időjárás kezdett párásodni és amennyiben ez a Goeben észlelhetőségét is korlátozná, a britek felkészültek arra, hogy ráközelítsenek a német csatacirkálóra. A távolság így egészen 6500 yard (6 km) távolságig csökkent, ami aggodalmat keltett Kennedy kapitányban, mivel ez már a Goeben torpedóinak hatótávolságán belül volt. Mikor a Dublin csatlakozott a csatacirkálókhoz, az Indomitable a Goeben mögé helyezkedett, balján az Indefatigable, jobbján pedig a könnyűcirkáló haladt. A német hajók többször egyesültek, majd szétváltak, hogy ezzel is próbálják megzavarni a követőiket a szándékaik felől.
Közben lassan, de fokozatosan elszakadtak a brit csatacirkálóktól, de a Dublin egy ideig még tudta tartani velük a lépést. 16:45-kor a Dublin látva, hogy a Breslau ismét különválik a Goebentől, rádión megkérdezte Kennedyt és Milne-t, hogy megtámadhatja-e, mire Milne-től nemleges választ kapott. Kennedy kapitány is nemmel válaszolt és tartott attól is, hogy a németek megpróbálnak a Dublin és a csatacirkálói közé beférkőzni. 17:20-kor a Dublinról megfigyelték, ahogy a két német hajó végleg különválik: a Goeben északnak, a Breslau délkeletnek tartott. Valójában Souchon ekkor a Breslaut előre küldte azzal a megbízással, hogy Messinában intézkedjen előre a csatacirkáló számára 1500 t szén lefoglalásáról. Souchon a római német nagykövetségnek is üzenetet küldött, hogy kérelmezze az augusztus 2-án számára az olasz tengerészeti miniszter által már biztosított, de későn érkező és át nem vett szénmennyiség rendelkezésére bocsátását.
A brit hajók a Breslau különválásával nem foglalkozva a Goeben nyomában maradtak. Milne arra az esetre, ha a Breslau Szicíliától délre, Afrika és a Ferdinandea-sziget között kívánna áthajózni a keleti medencébe, a Chatham és a Weymouth könnyűcirkálókat helyezte el az útvonal lezárására.

### A brit hadihajók lerázása
Az Indomitable eredetileg 26 csomós sebesség elérésére volt képes, de már régóta esedékes volt a karbantartása. A Goebent a brit csatacirkálókról 16:00 körül szem elől veszítették, mire Kennedy a következő üzenetet küldte Milne-nek:
„A németek elfutnak előlem, keletnek tartanak; sebességük 26-27 csomó. 90 trimmelőre azonnal szükség van ezeknél a hajóknál habár olaj üzemanyagot is használunk.”
Valójában a Goeben átlagos sebessége a délután folyamán mindössze 22 csomó volt és csak időnként érte el a 24 csomót, míg a brit hajók 22 csomóra lehettek képesek. A különbség fő oka az volt, hogy míg a Goeben kazánjainál folyamatos megfeszített munka folyt, addig a brit hajókon a munkát időnként teázással szakították meg. Kennedy jelentése szülte azt a mítoszt, hogy a Goeben jó három csomóval gyorsabb volt minden brit hajónál, melyeknek esélyük lett volna vele szembeszállni.
A brit csatacirkálók Goeben általi lerázásának oka lehetett az is, hogy augusztus 4-én délután az útvonalukon helyenként ködfoltok képződtek, melyek némelyike nagyon sűrű volt, ezekben a Goeben gyorsan el tudott tűnni és ez alapján a britek számára is gyorsabbnak tűnt, mint valójában. Ehhez a benyomáshoz hozzájárulhatott az is, hogy a brit tengerészek jelentős része tényként kezelte, hogy a Goeben gyorsabb a saját hajóiknál. Souchon tengernagy – kis mértékben eltérő adatokkal – így vélekedett a brit hajók lehagyásának okairól (hosszabban lásd a Függelék részben):
Az angol leírás ezt a kudarcot azzal magyarázza, hogy a 29 és 27 csomós sebességre képes német cirkálókat amiatt sem tudták követni, mert a hajóik már régóta nem voltak dokkban és a gépszemélyzetük sem volt  teljesen feltöltve. Amennyiben az angol olvasóközönség venné a fáradságot és az angol leíráshoz mellékelt térképen utánamérné [a távolságokat], akkor rájönne, hogy a modern 26-csomós hajóik ezen út néhány órája során még a 22 csomós sebességet sem tudták tartani. A „Goeben” is 10 hónappal korábban volt legutóbb dokkban.
A megfeszített munkában az egyik kazáncső nem bírta a nagy nyomást és léket kapott, a kiáramló gőz pedig három fűtőt forrázott le. A súlyos sérüléseikbe ők hamarosan belehaltak. Messinába érve egy fiatalemberre az egyik szénraktárban találtak rá holtan, halálát kimerültség okozta.
Kennedy a Goeben szem elől veszítése után – helyesen – azt feltételezve, hogy Messinába tart, a hajóit éjszakára szétbontakoztatta úgy, hogy középen a Dublin haladt, a két oldalán pedig tőle a látótávolság határán helyezkedett a két csatacirkáló és ebben a felállásban járőröztek Szardínia déli és Szicília nyugati része között, majd hajnalban megindultak a Messinai-szoros irányába. Kennedy úgy vélte, hogy Milne is hasonló módon jár el a szoros déli kijáratánál, azonban 18:40-kor a tengernagy a Dublint a Goeben felkutatására és követésére rendelte, míg a csatacirkálóknak mérsékelt sebességgel nyugati irányra kellett állniuk.
A parancsot azzal magyarázta, hogy a Goeben az éjszaka folyamán nyugatnak fordulhat, hogy Mallorcán felkeresse a szénszállítóját és erre felkészülve kell helyezkednie a csatacirkálóknak – megfelelően a Dublin jelentéseinek. A Dublin azonban 19:20-kor jelentette, hogy bár még fényes nappal volt, szem elől veszítette a Goebent és már csak a füstjét látja.
Kennedy a parancsnak megfelelően 7 csomóra mérsékelt sebességgel nyugati irányra állt. Az admiralitás Milne parancsát – mint folyamatban az összest – helyben hagyta.
Milne a délután folyamán kapta meg a háborús táviratot (War Telegram), melyben a Németországnak küldött hadüzenet érvénybe léptét éjfélben határozták meg. (Ez helyi idő szerint 23:00 volt valójában. Ez a kommunikációs hiba – is – Churchillnek volt betudható.)
A főparancsnok elérkezettnek látta az időt az erői egyesítésére és a zászlóshajójával északnyugati irányra állt 10 csomós sebességgel, hogy az afrikai partoknál járőröző Chathamet és Weymouth-t felvegye és velük együtt folytassa útját a Szicíliától nyugatra lévő vizekre. Troubridge 1. cirkálórajának továbbra is az Adriát kellett megfigyelve tartania, csak a Gloucester könnyűcirkálónak kellett tőle különválva a Messinai-szoros déli kijáratát megfigyelés alatt tartania. Kennedy hajóit a fő feladata, a francia csapatszállítmányok védelmezése miatt tartotta vissza. Úgy ítélte meg, hogy a három nyugatnak vezető útvonal közül a Korzikától északra vezetőt Souchon nem fogja választani, mert azt a franciák erős cirkálókötelékekkel védelmezhetik, míg a szűk Bonifaciói-szorosban a tengeralattjárók és rombolók jelenthetnek rá nagy veszélyt. Így viszont csak a Szardínia és Szicília közötti átjáró marad egyetlen szóba jöhető útvonalként és itt koncentrálta az erőit. A feltételezését, hogy Souchon nyugatnak fog továbbhajózni, a Mallorcánál horgonyzó és szénszállítónak vélt német kereskedelmi hajó jelenléte továbbra is erősítette. Arról Milne továbbra sem kapott értesítést, hogy a franciák a XIX. hadtestük átszállítását elhalasztották.
Miután a nyugatnak vezető útvonal le volt zárva, Milne megfontolásai szerint Souchon nem tudott volna Gibraltár fele áttörni, vagy Szicíliát nyugatról megkerülve visszatérni a keleti medencébe. Amennyiben a Messinai-szoroson áthaladna, úgy az Adria felé vezető útját Troubridge zárhatja le, a Szuezi-csatornát pedig, ami még számára szóba jöhetett, könnyen lezárhatónak vélte. Így már csak az Égei-tenger vagy Palesztina felé vehette volna útját. Emiatt megérdeklődte az admiralitásnál, hogy a Monarchiával háborúban állnak-e. Battenberg a válaszában közölte, hogy sem Nagy-Britanniával, sem Franciaországgal nem áll hadban, de továbbra is figyeltetnie kell az Adriát és meg kell akadályoznia, hogy a Goeben oda átjusson. (Troubridge olvasatában ez az üzenet a németek megtámadását csak abban az esetben jelölte meg kötelezőnek, ha azok az Adria felé tartanának, hogy az osztrák-magyar flottához csatlakozzanak.)
Milne Pantelleria szigetétől északra vonta össze erőit augusztus 5. reggelére. A helyszínnel Kennedy kapitány nem volt megelégedve, mivel a szigetről bárki láthatta a brit hajókat és jelenlétüket megtáviratozhatta Szicíliára, ahol a vittoriai rádióállomás hamar beszámolhatott volna róluk.
Az üzemanyag mennyisége Milne számára is problémát okozott. Az Indomitable-nek a 2130 t szene maradt mikor a Goeben követését feladták és ez a készletnek már csak a kétharmadát jelentette. Ezzel már csak 30 órát tudott volna teljes sebességgel megtenni és a szénraktárak (bunkerek) készletei is egyenlőtlenül voltak elosztva. Milne úgy döntött, hogy ezt a hajóját a tunéziai Bizertába küldi szenet vételezni, miközben a franciákkal való kapcsolattartás is a feladata lesz. Milne a francia morál emelése érdekében a hajórajával is megközelítette a kikötőt és zászlóshajójával tisztelgő lövéseket adott le, majd hajóival visszakanyarodott északnak a járőrözési útvonalára az egy Dublin kivételével, melyet Máltára küldött szenet vételezni.

### Souchon újra Messinában

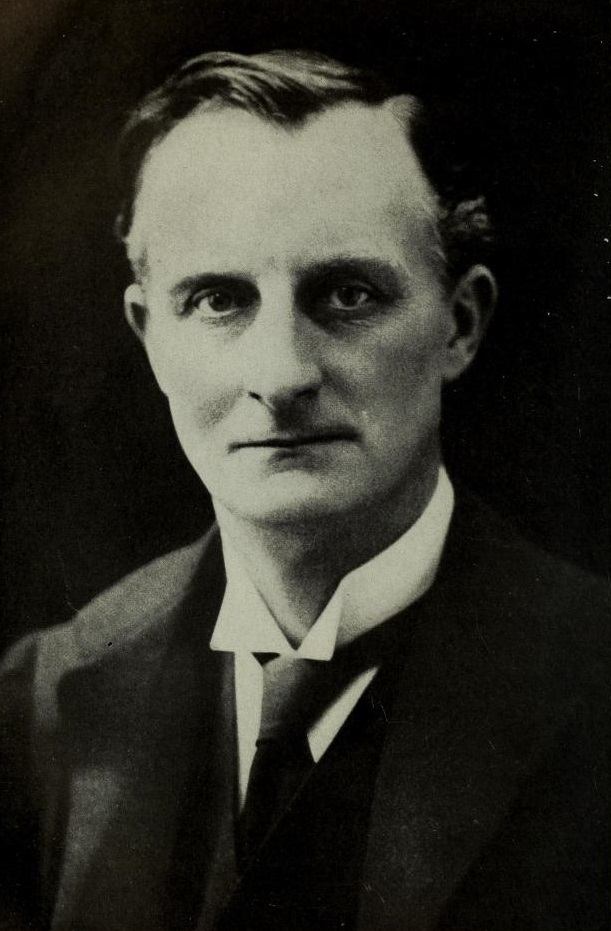
Edward Grey brit külügyminiszter

A német hajóraj miután elszakadt a követőitől zavartalanul haladt tovább Messina irányába. Az éjszaka folyamán egy rombolóflottilla feltűnése keltett riadalmat, de hamar kiderült, hogy olasz egységek voltak, melyek ezután elkísérték Messinába őket,  ahova az előreküldött Breslau augusztus 5-én 05:15-kor, a Goeben 07:45-kor érkezett meg és érkezésükkor hozzáláttak a szénraktáraik feltöltéséhez. Azonban hamar nyilvánvalóvá vált, hogy a forró hőség, a fáradt legénység valamint a szenet adó kereskedelmi hajók csekély szénkiadó kapacitása miatt nem fogják tudni átvenni a kívánt mennyiséget az olaszok által megszabott idő alatt. Az olasz kikötővárosban jelentős túljelentkezés volt a mozgósítás esetén a legénység feltöltésére megszabott 400 főnyi plusz személyzet helyére. A jelentkezők között sok semleges államból való polgár is volt, amerikaiak és svájciak, de őket mind vissza kellett utasítani. A jelentkezők között még szuahélik is voltak.
Souchon leírása szerint a Goeben egy brit kereskedelmi hajóról is vételezett üzemanyagot, mely egy német cégnek (Hugo Stinnes) szállított kitűnő minőségű wales-i szenet. A legenda szerint ezt úgy sikerült elérniük, hogy a kapitányát Souchon törzsfőnöke, Busse korvettkapitány az asztal alá itta, de ezt a tengernagy maga is cáfolja. Más forrás szerint a német cégnek kitűnő wales-i szenet szállító brit hajó egy Wilster nevű gőzös volt. A római brit nagykövet, Rennell Rodd egy nem hivatalos úton 11:30-kor érkezett táviratból szerzett tudomást arról, hogy a németek ezt a hajót is felkérték szén átadására. Rodd azonnal táviratozott a messinai brit konzulnak, hogy figyelmeztesse a hajó kapitányát, a hadban állókat ne lássa el szénnel, majd az információt (a Breslau feltűnését) jelentette Londonnak, ahova az üzenet 18:30-kor érkezett meg. Rodd az olasz külügyminisztériumot is felkereste, ahol tudtára adták, hogy a Breslau érkezésekor egy német szénszállítót a belső kikötőbe irányítottak a hatóságok, hogy a Breslau elegendő szenet vételezhessen tőle és ezt a hajót magával vihette a legközelebbi kikötőbe is. Rodd ez alapján a délutáni üzenetében azt is közölte az admiralitással, hogy a Goeben is Messinában tartózkodhat. Grey külügyminiszter másnap a nagykövetet arra utasította, hogy tartassa be az olasz hatóságokkal a 24 órás tartózkodási időt a német hadihajókkal és ezután ne engedjék, hogy bármelyik olasz kikötőben is szenet vételezzenek.
Még a britek kérelmezése előtt, augusztus 5-én este négy olasz tisztből álló küldöttség érkezett a német zászlóshajóra és átadták neki a kormányzó levelét, amiben figyelmeztették, hogy ne lépje túl a 24 órás tartózkodási időt a semleges kikötőben. Válaszában Souchon biztosította a kormányzót afelől, hogy a szénvételezése bizonyosan nem fogja meghaladni a 24 órát és ezt ő a szenelés olasz kormányzat általi engedélyezésétől számítja. Ugyanakkor felhívta a figyelmét arra, hogy a nemzetközi törvények a szeneléshez háromszor 24 órát is lehetővé tennének számára semleges kikötőben. Az üzemanyagfeltöltésre 15:00-kor kapott engedélyt, így nyert 7 órát és összesen 33 órát tölthetett Messinában.
A tervezett szénmennyiség hiányzó részének pótlására Souchon Athénba táviratozott, hogy küldjenek a Malea-fokhoz egy hajót 800 t szénnel, egy másikat pedig Isztambulból küldjenek a Goeben és a Breslau elé Santorini szigetéhez, egy harmadiknak pedig Csanak előtt a Dardanellák bejáratánál kellett várakoznia. Messinában a német hajók 1580 t szenet vettek fel, de ez nem lett volna elég a Dardanellák eléréséhez abban az esetben, ha teljes sebességgel kellett volna haladniuk, vagy abban az esetben, ha valamilyen okból kifolyólag nem engedték volna be őket a tengerszorosba. Souchon a megfontolásairól később így írt:
„Minden attól függött, hogy elég jól el tudjak startolni az üldöző britektől lehetővé téve számunkra az út közbeni szénvételezést és legalább az egyik nekünk kirendelt szénszállítót megtaláljuk.” 
A hajók legénységei egész éjjel megfeszített erővel dolgoztak, a gőzösök fedélzetét és oldalát felhasogatták, hogy könnyebben hozzáférhessenek a – gyenge minőségű – szénkészleteikhez. A hadihajókról közben minden nélkülözhető és éghető anyagot eltávolítottak. Souchon 11:00-kor kapott egy üzenetet az Admiralstabtól, melyben ez állt: „Jelenleg lehetetlen eljutni Isztambulba politikai okokból kifolyólag.”
A bonyodalmat az okozta, hogy bár a Dardanellák hatóságainak jelezték, hogy a német hadihajóknak szabad áthaladást kell biztosítani, de egy ilyen esemény a Bulgáriával való viszony rendezése előtt kedvezőtlenül hathatott ki a törökök számára. Augusztus 6-án végül egy korlátozott szövetség köttetett Bulgária és Törökország között és Souchonnak augusztus 7-én a következő üzenetet táviratozták Messinába:
„A legnagyobb fontossággal bír, hogy amilyen hamar csak lehetséges áthajózzon a Dardanellákon.”
Ez az üzenet azonban késve érkezett Messinába, mivel a német hajók eddigre elhagyták a kikötőt. A helyzetét szorultnak ítélő Souchon próbált segítséget kérni a Császári és Királyi Haditengerészettől már a Messinába érkezése előtt is a bécsi német haditengerészeti attasén keresztül, majd Messinába érkezésekor maga táviratozott Hausnak: 
„Sürgősen kérem jöjjön és vegye fel a Goebent és a Breslaut Messinánál amint csak lehetséges. Angol cirkálók vannak Messina előtt, francia erők nincsenek itt. Mikor várhatom Messina elé, mikor indul útnak?”
Haus a titkosszolgálati jelentésekből tudta, hogy a francia flotta kihajózott, de úgy vélte, hogy a briteket jön támogatni Messinánál és előbb odaérnének mint az osztrák-magyar hajók, mivel a Monarchia haditengerészete még nem fejezte be a mozgósítást. Ráadásul nem álltak még hadban Nagy-Britanniával és a főparancsnokság augusztus 5-én azt az utasítást adta, hogy bármiféle ellenséges fellépést kerülni kell a brit hajókkal, a Souchonnak való segítségnyújtással azonban mindenképpen összetűzésbe került volna vagy Milne, vagy Troubridge kötelékével. Haus tengernagy később azzal kért elnézést Souchontól, hogy az angol-francia bekerítésből való kimenekítését reménytelennek látta és emiatt még csak meg sem próbálta.
Messinában Souchon olyan híreket kapott, hogy délen Taormina, északon a Lipari-szigetek környékén észleltek erős ellenséges hajórajokat. (Ebből az előbbi nyilvánvalóan téves volt.) A németek a kikötőből a déli irányban felbukkanó Gloucestert látták egyedül. A magára maradt Souchon az augusztus 6-án reggel érkezett táviratból azt olvasta ki, hogy jelenleg csak Isztambulba nem mehet el politikai okok miatt, ezért úgy döntött folytatja az útját Törökország felé és bízik abban, hogy időközben változni fognak a dolgok. A tervét a következő pontokban foglalta össze:
1. Az ellenség titkosszolgálati értesülései ismeretlenek. Feltételezem, hogy ellenséges erők vannak az Adriai-tengeren és a Messinai-szoros mindkét kijáratát figyelik.
2. Szándék: Kitörés keleti irányba és megpróbálni elérni a Dardanellákat.
3. Végrehajtás módja: A Goeben d.u. 5 órakor hagyja el a kikötőt 17 csomós sebességgel. A Breslau 5 mérföld távolságra követi, sötétedéskor felzárkózik. Először meg kell próbálnom azt a látszatot kelteni, hogy mi az Adriára akarnánk bejutni, és ha ez [a megtévesztés] sikerült, akkor az éjszaka folyamán igyekszem a menetirány meglepetésszerű jobbra való megváltoztatásával és teljes sebességgel való haladással előnyt szerezni a Matapán-fok felé, és amennyiben lehetséges, lerázni az ellenséget.
4. Egy szénszállítónak a kérésemre augusztus 8-tól a Malea-foknál kell várakoznia; továbbá augusztus 10-től egynek 20 mérföldre délre Santorintől és egynek Csanaknál.
5. A General gőzhajó d.u. 7 órakor hajózik ki, kis távolságot tartva Szicília partjaihoz és megpróbál elérni Santorinhoz. Ha feltartóztatják, azt amennyiben lehetséges szikratávírón jelenti. Amennyiben nem kap további utasításokat tőlem, akkor a Loreleytől kell kérnie (távíró címe Bowalor Konstantinápoly) a Santorinhez való érkezése második napján.

## Az áttörés

### Brit reakciók a német hadihajók Messinában való felbukkanására
Miután augusztus 5-én reggel összevonta a csatacirkálóit, Milne folytatta az útját Bizerta felé, ahol az Indomitable kivált a kötelékből szenet vételezni. A német hajókról az első jelentéseket a Gloucester szolgáltatta, mely könnyűcirkálót a Messinai-szoros déli kijáratának megfigyelésére rendeltek és a Goeben rádiójeleinek erősségéből úgy ítélte meg, a csatacirkáló a szorosban lehet, majd a reggioi konzul is hadihajók felbukkanását jelentette Messinában. A Gloucester jelentése után Milne a Dublint Máltára küldte szenet vételezni, majd a könnyűcirkálónak ezután Troubridge kötelékéhez kellett csatlakoznia. Ő maga a franciák Bizertánál való üdvözlése után a keleti hosszúság 10. foka mentén kezdett észak-déli irányú járőrözésbe abban a tudatban, hogy ezzel elzárta Souchon egyetlen menekülési útvonalát.
Troubridge ugyanakkor a konzul üzenetéből és Milne ezutáni jelzéséből úgy vélte, a német hajók megállás nélkül haladtak át a Messinai-szoroson és a Monarchia egyik kikötőjébe igyekeznek. Ezután próbálta úgy pozícionálni a hajóit, hogy lehetőleg éjfél körül keresztezzék a németek útirányát. Troubridge 18:40-kor a következő üzenetben közölte szándékait Milne-nel:
„Megpróbálkozom elfogni a Goebent és a rombolókat is arra utasítom, hogy hasonlóan tegyenek amennyiben van elegendő szenük.”
A rombolókat előző nap Milne már visszarendelte Máltára, de a háborúra figyelmeztető távirat miatt visszaküldte őket a Lefkáda szigetén lévő Santa Mauránál lévő öbölbe és ezen az elemektől védett helyen kellett bevárniuk az újonnan induló szénszállítókat. A Németországnak küldött hadüzenetről értesülve augusztus 5-én kora reggel Troubridge a következő vizuális jelzést adta le hajóinak:
„Abban az esetben, ha a Goeben Messinán át érkezve lépne be az Adriára, a hajóraj harcra fogja kényszeríteni. De mivel a Goeben ágyúinak hatótávolsága legalább 4000 yarddal nagyobb a mi ágyúinknál, meg kell próbálkoznom teljes sebességgel visszatérni egy a Paxos szigeten belül lévő pozícióba, ahol olyan távolságból próbálkozhatom a harc megvívásával, mely az ágyúink tüze számára megengedi a hatékony tüzelést.”
Később a nap folyamán pedig így értesítette Milne-t a terveiről:
„… Ha összetalálkozunk vele, akkor igyekszem szűk vizek felé vonni ahol a mi lőtávolságunkról szállhatok vele szembe.”
Válaszában Milne közölte Troubridge-dzsel, hogy a máltai szénvételezése után a Dublin csatlakozni fog a kötelékéhez és felhívta a figyelmét a rombolók bevetésének fontosságára amennyiben éjszakai harcra kerülne sor.
Milne később a jelzésben közvetíteni kívánt tartalmat úgy magyarázta, hogy Troubridge figyelmét a rombolók elsőként való alkalmazására kívánta felhívni, kihasználva azt, hogy azokat kisebb méretük miatt nehezebben lehetett észrevenni, de semmiképpen sem azt, hogy a rombolók előzetes támadása nélkül a cirkálókkal ne lehetett volna támadást intéznie ha a helyzet úgy kívánta volna. Troubridge elmondása szerint ezt az üzenetet ő úgy értelmezte, hogy az éjszakai támadáshoz csak a rombolókat alkalmazza. Mindenesetre azon tervét, hogy a cirkálóit bevesse az éjszaka folyamán a Goeben ellen, Milne üzenete nem változtatta meg. Souchon valójában nem tartott a rombolók éjszakai torpedótámadásától, mivel ehhez a telihold és a tiszta égbolt nem kínált jó feltételeket, így megítélése szerint könnyedén visszaverhette volna.
Troubridge úgy számolt, hogy amennyiben a németek megállás nélkül hajóznak át a Messinai-szoroson, úgy 23:00 körül érnek a Colonna-fokhoz (a Tarantói-öböl délnyugati részéhez) és itt kívánta megvívni az éjszakai harcot a holdfényben a számára kedvező oldalra helyezkedve, a nehéztüzérségével és torpedók bevetésével. Az este további részét gyakorlatozással töltötte a raja, de a terveit megzavarta három olasz romboló felbukkanása, melyek könnyen a tűzvonalba kerülhettek volna a megítélése szerint. 22:00 körül érkezett egy rádiójelentés, mely szerint a Goeben még mindig a kikötőben van, így végül Troubridge déli irányban eltávolodott a partoktól.

### Souchon kihajózása Messinából
Augusztus 6-án este a németeknek el kellett hagyniuk Messinát. Nap közben déli irányban látható volt a járőröző Gloucester könnyűcirkáló, míg északon nem lehetett látni ellenséges hajót, de bizonyos volt a németek számára, hogy ebben az irányban több csatacirkálóval kerülhetnek szembe. Souchon tengernagy úgy számolt, hogy a kazánproblémái ismeretlenek lehetnek továbbra is az ellenség előtt, mint ahogy az úti célja is. A telihold és a tiszta égbolt miatt a rombolók torpedótámadásaitól nem tartott. A parancsa értelmében előbb a Goebennek kellett elhagynia a kikötőt 17:00-kor 17 csomós sebességgel, a Breslaunak pedig öt mérföldes távolságban kellett követnie. Az olasz csizma orrát megkerülve északkeleti irányra kellett álljnak, hogy azt a benyomást keltsék, hogy az Adria felé tartanak, és miután sikerül az ellenséget megtéveszteniük, az éjszaka folyamán a Matapán-fok felé venné az irányt, délnyugatnak. Ettől jelentős előny megszerzését várta, ami lehetővé tenne számára még egy szénvételezést a Dardanellák elérése előtt.
A terv szerinti időpontban, fényes nappal kifutó német hajókat véget nem érő Evviva!  és Hurrá!  kiáltásokkal búcsúztatta a kikötőben összegyűlt tömeg. Egy legenda szerint a csatacirkáló zenekarát egy uszályon hátrahagyták és az ellenség megtévesztésére egészen addig játszották a Deutschlandliedet, míg a két hadihajó déli irányban el nem tűnt a távolban. Bár a történet nyilvánvaló kitaláció, a zenekar karmesterét egy rajna-vidéki dalárdaegyesület egy ezüstözött karmesteri pálcával jutalmazta.

### Milne tengernagy hadműveletei
Troubridge a maga részéről arra számított, hogy Milne keletnek fog hajózni, hogy kapcsolatba lépjen vele, ami után a most már a saját csatacirkálóknál 3,5 csomóval gyorsabbnak vélt Goebent széles fronton csatára kényszeríthetik a szűk területen. Milne ezzel szemben úgy vélekedett, hogy ha a két német hajó augusztus 5-6-án éjjel fut ki, akkor nem az Adria felé veszik az irányt, hanem inkább nyugatnak hajóznak el megtámadni a francia csapatszállítmányokat. Véleménye szerint Souchon ennek során kerülné az észak-afrikai partokat és inkább Szardíniához közel haladna el, emiatt egész nap a 10. hosszúsági fok mentén járőrözött, lezárva mind a Szicíliától északra és délre nyugatnak vezető útvonalakat. Az a hír is némileg erősítette a feltevéseit, hogy a törökök időközben elaknásították a Dardanellákat, ahol egy figyelmetlen brit gőzös épp már rajta is veszett. Mivel így a feltevései szerint a németeknek is kockázatos lett volna ide hajóznia, valós lehetőségnek a nyugati irány vagy az Adria tűnt számára.
A Bizertába küldött Kennedy kapitány Milne-nek augusztus 6-án délután jelentette, hogy a franciák a Korzikától északra lévő vizeket nem figyelik, de a francia hajók helyzetét és úti céljait tévesen adta meg; így míg egy nyolc hajóból álló kötelék Philippeville-ből a korzikai Ajaccióba tartott, azt Kennedy Philippeville-be tartónak adta meg. Emiatt Milne úgy döntött, Szicíliától északra keletnek indul meg és ha aznap sem találkozik össze a nyugatnak áttörni igyekvő németekkel, akkor értesíteni kell a franciákat annak valószínűségéről, hogy Korzikától északra igyekezhetnek áttörni és a két csatacirkálóját és a vele lévő könnyűcirkálót felajánlja segítségül a csapatszállítmányok biztosításához. Kennedy Bizerta elhagyásakor szerzett tudomást arról, hogy az egész francia flotta tengeren van azok biztosítására. Néhány óra múlva a franciák, akik nem tudták, hogy a britek az ő csapatszállítmányaikért aggódnak, négy cirkálót ajánlottak fel nekik a németek elfogásának segítésére. Milne a felajánlott francia hajókat a Tunézia és Szicília közötti vizekre küldette őrjáratozni, míg maga folytatta a keleti irányú útját a Messinai-szoroshoz, a Chathamet előreküldve felderítőként.
Milne azonban 18:16-kor arról kapott értesítést a déli kijáratot őrző Gloucestertől, hogy a Goeben délnek hagyta el a kikötőt és keleti irányba tart. Battenbergnek a korábbi parancsa miatt – miszerint 6 tmf távolságra nem közelítehették meg brit hadihajók az olasz partokat – a szoroson át nem követhette a németeket a csatacirkálóival, viszont elképzelhetőnek tartotta, hogy a németek csak megtéveszteni akarják őket és az éjjel visszafordulnak és a Máltai-csatornán át igyekeznek visszatérni a nyugati medencébe támadást intézni a francia csapatszállítók ellen. Emiatt 07:13-kor irányt változtatott, hogy Szicíliát nyugatról megkerülve vágja el a németek feltételezett útját. A Gloucester azonban azt jelentette, hogy a Spartivento-fok elhagyás után a német hajók 26 csomós sebességgel északkeleti irányra álltak, amiből nyilvánvalónak tűnt a tengernagy számára, hogy az Adriára tartanak. Mivel így az ő köteléke már nem számíthatott az összecsapás lehetőségével, úgy döntött a két csatacirkálóval Máltára indul szenet vételezni és a frissen feltöltött Indomitable-t is ide rendelte – a kritikusai szerint ahelyett, hogy legalább a Gloucester támogatására küldte. A három kapitális hadihajó augusztus 7-én ért a támaszpontra.
Időközben az admiralitásnál Battenberg is értesült a Goeben Messinában való újbóli felbukkanásáról és felismerve a súlyos akadályt, amit a korábbi üzenetében az olasz partoktól tartandó távolság révén állított, a Goeben üldözése erejéig visszavonta a következő üzenettel:
„Ha a Goeben délnek hagyja el Messinát, akkor a szoroson áthaladva kövesse, tekintet nélkül a felségvizekre.”
Milne 10:54-kor kapta meg az új, korábbit anulláló parancsot, de ekkor már túl késő volt számára az iránymódosításhoz, mivel már elég messzire járt nyugaton ahhoz, hogy Szicíliát innen megkerülve előbb Máltára juthasson, mintha visszafordult volna keletnek és a szoros felől közelítette volna meg a szigetet.
Milne-nek később szemére vetették, hogy az Indomitable-t miért nem küldte azonnal Troubridge-hez, mikor a szénkészletei teljesen fel voltak töltve, de azt is, hogy a másik két csatacirkálóval miért ment egyáltalán Máltára, mikor az a parancs, hogy a Goebent két csatacirkálóval követni (a hadüzenet óta már üldözni) kell, még mindig érvényben volt. Milne elmondása szerint még mindig a francia csapatszállítmányok védelmét tartotta fő feladatának és mivel az Adriára való bejutását a csatacirkálókkal már nem akadályozhatta meg, ezért arról igyekezett gondoskodni, hogy az onnan való kifutása esetén mind a három teljesen feltöltött szénkészlettel álljon rendelkezésére.
Milne arra nem tért ki (a tárgyaláson), hogy a franciák már 7-ikén röviddel éjfél után egyértelműen közölték vele, hogy a csapatszállítmányaikat biztonságban tudják, sőt a szabad erőik közül nyolc nagyobb hadihajót a rendelkezésére bocsátottak, melyeket ő azonnal a Marsala–Bon-fok vonalra rendelt őrjáratozni. A franciák a Courbet-t és két másik csatahajót is a Goeben felkutatására küldtékk ki, mikor még augusztus 5-én Algériából a Baleári-szigetekhez indították el őket, ahol a német szénszállítóról érkezett jelentések alapján számítottak a felbukkanására. Battenberg mindazonáltal elégedett volt Milne intézkedéseivel és a fejleményekkel:
„Messina déli és keleti irányba való elhagyásával a németek, a várakozásoknak megfelelően, az Adriai-tenger irányába haladtak, az egyetlen baráti hely irányába, ahol a szövetségesek jelentős erővel rendelkeztek – hogy miért mentek később keleti irányba, az mellékes. Troubridge tengernagy a 4 erős páncélos cirkálóval és egy flottillával olyan helyzetben volt, hogy el tudta zárni az Adriára vezető útvonalat, csakúgy mint az Égei-tengerre vezető utat a két német [hajó] számára. Milne tengernagy a 3 lassabb csatacirkálóját a legjobban helyezte el ahhoz, hogy a nyugati irányba vezető uvoanalt lezárja. Az északi (Adriára vezető), keleti (Égei-tengerre vezető), vagy nyugati (a francia csapatszállítmányok felé vezető) irányoktól elzárva az ellenség csak délnek mehetett (Egyiptom felé), ahova egy fölényben lévő erő követhette. Ennélfogva nem volt különösebb akadálya annak, hogy a 3 csatacirkáló egyikét (az Indomitable-t) keletnek küldjék.”
A Messinai-szorost déli irányban elhagyó Goebent egyedül a Gloucester várta és csak ez a könnyűcirkáló szegődhetett a nyomába. A könnyűcirkáló parancsnoka, Howard Kelly kapitány márciusig a párizsi haditengerészeti attasé volt és hiába igyekezett felhívni Troubridge – az admiralitás akkori  vezérkari főnökének – figyelmét arra, hogy a franciák milyen nagy gondot fordítanak a XIX. hadtestük áthajózásának biztosítására egy európai háború kitörése esetén. A saját hajójának a próbákon mért végsebessége 25 csomó volt, de jelen állapotában 23-24 csomóra képes, ugyanakkor az „üldözés” kezdetekor a Goeben sebességét 26 csomóban adta meg jelentésében – megfelelően a korábban Kennedy által jelzett értéknek. Későbbi állítása szerint ez valójában nem volt nagyobb 20 csomónál a láthatóan nagy erőfeszítésekre sem, de az első, túlzó jelentésével tovább erősítette a német csatacirkáló sebessége köré épülő mítoszt.

#### AGoebenkövetése aGloucesteráltal
A Gloucester parancsnoka, Kelly kapitány arra számított, hogy a németek napnyugtakor hajóznak ki, ezért 12 csomós sebességgel közelített a kikötőhöz. Röviddel rá meg is pillantotta a partvonalhoz közel haladó Goebent nyomában a Breslauval. Kelly 23 csomóra gyorsítva 16-18 000 yard (14 500-16 500 m) távolságot tartva állt velük párhuzamos irányra. A sötétedéssel együtt csökkent a látótávolság és a Gloucester is emiatt egyre közelebb hajózott hozzájuk, de mire 19:00-kor a Spartivento-fokhoz ért, a német hajókat már alig lehetett kivenni a távolban. Amennyiben a németek északkeleti irányba haladtak volna továbbra is és a britek mögöttük jobbra helyezkedve követték volna őket, úgy a 19:45-kor felkelő Hold a németek számára jól láthatóvá tette volna a Gloucestert, míg a németek a szárazföld előtt továbbra is nehezen kivehetők maradtak volna. Ezt a kedvezőtlen helyzetet megelőzendő Kelly 24 csomóra fokozta a sebességét és balra, a szárazföld felé kanyarodott és ahhoz közel érve állt ismét párhuzamos pályára a németekkel. A manőver révén az ő hajója maradt rejtve és a németek kerültek jobb megvilágításba. Souchon erre reagálva 21:30-kor a Breslaut közelebb küldte a szárazföldhöz, amit a Gloucester lekövetve szintén egyre közelebb hajózott a szárazföldhöz amíg ehhez hely volt. Miután már nem tudott tovább balra kitérni, előnytelen pozícióba került a Breslauhoz képest és visszatért az eredetileg a Goebenhez felvett pozícióba.
A Breslau ekkor a Gloucester menetirányát keresztező irányra állt, mire a brit cirkáló azonnal visszakanyarodott a szárazföld felé, hogy aközé és a Breslau közé kerüljön, közben a két hajó mindössze 3-4000 yard (2700-3500 m) távolságra haladt el egymástól, a Breslau tartva továbbra is a délkeleti menetirányát, míg a Gloucester folytatta a Goeben követését északkeleti irányban. Kettner fregattkapitány, a német könnyűcirkáló parancsnoka később megbánta, hogy a még számára kedvező látási viszonyok mellett nem nyitott tüzet a britekre.
Röviddel 23:00 előtt a Goeben is délkeleti irányra váltott és minden eddiginél erősebben igyekezett zavarni a Gloucester folyamatos helyzetjelentéseit. A brit cirkálónak a hullámhossz módosításával sikerült hírül adnia a csatacirkáló új útirányát, amit Milne 23:15-kor vételezett. A Gloucester az éj további részében a Goeben tatja mögött hat mérföldre helyezkedve folytatta a követést annak 18 csomós sebességéhez igazodva.

### ADublinkönnyűcirkáló meghiúsult torpedótámadása

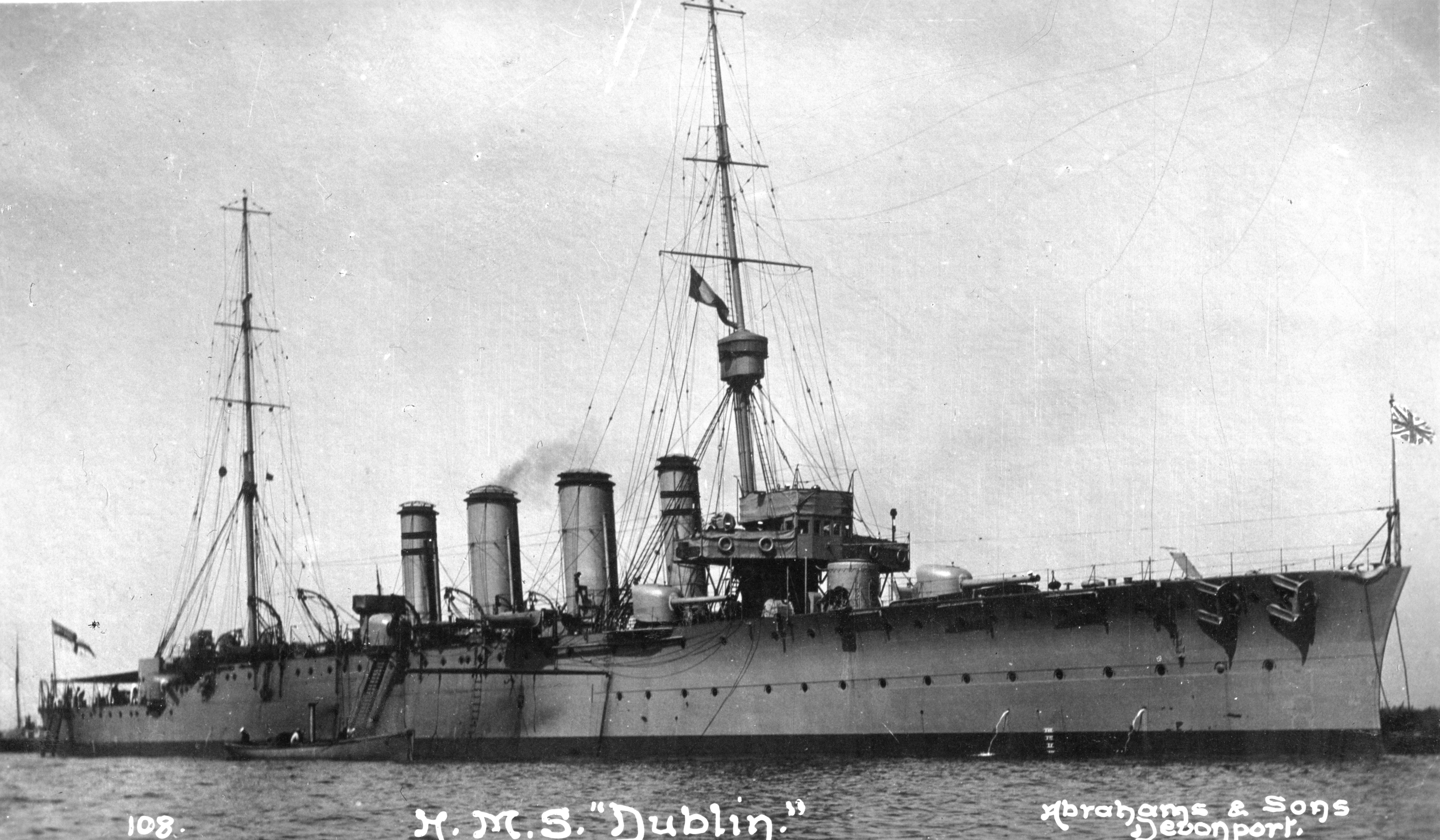
A Dublin könnyűcirkáló

A Máltát 14:00 körül az Adria irányába a Beagle és Bulldog rombolók kíséretében elhagyó Dublin könnyűcirkáló (parancsnoka John Kelly, a Gloucester parancsnokának, Howard Kelly kapitánynak a testvére) a Goeben jelzett útirányát igyekezett keresztezni, mivel a Gloucester helyzetjelentései alapján Milne utasította, hogy kíséreljen meg torpedótámadást végrehajtani a Goeben ellen és „lehetőleg az éjjel süllyessze el”. A parancsnoka azt jelezte vissza, hogy várhatóan csak fél órával napkelte után fog tudni a Goeben közelébe kerülni. Milne ekkor arra utasította, hogy Troubridge parancsait kövesse. Tőle azt az utasítást kapta, hogy ha éjszaka nem tud támadást intézni, akkor nappal folytassa a követését és folyamatosan tegyen jelentést. A testvérének jelzését 22:50-kor kézhez kapó John Kelly kapitány azzal szembesült, hogy a Goeben új útvonala már közelebb esik hozzá és akár meg is kísérelheti a Milne által kért éjszakai torpedótámadást.
A Dublin és a rombolóinak útvonala épp keresztezte a Matapan-fok felé tartó Breslauét. Mivel a rombolók kéményeiből időnként ki-kicsaptak a szikrák, ezek a cirkáló mögött és jobbra haladtak, távolabb a németektől, hogy ne árulják el előre a köteléket pozícióját. 00:45-kor Kelly a harcálláspontjaira rendelte a legénységet a Goeben közelgő felbukkanását várva. Pár perccel később a Beagle egyik kazáncsöve eltörött és nagy gőzfelhőbe burkolta a rombolót. Kelly attól tartott, hogy a balesetet a németek nagy távolságból is észlelhették és ez elriaszthatta őket, de ennek ellenére 01:00 körül a bal oldalon elől füstöt észleltek, ami szertefoszlatta ezt a félelmet. A britek előbb nem tudták megállapítani, az kitől származik és egy ideig mindkét német hajót látni vélték, de valójában csak a Breslau volt az. John Kelly kapitány támadáshoz manőverezett. A cirkáló egyik távmérő altisztje így emlékezett vissza erre:
„Nagyon korán történt ez aznap reggel és én csak hozzávetőleges távolságokat tudtam megállapítani az akkori fényviszonyok mellett. Fura módon a Goeben és a Breslau nem tették fel a füstterelőiket és mi csak feltételezhettük, hogy nem vettek észre minket. Amint 6000 yard távolságon belülre kerültünk hozzá és torpedótámadáshoz helyezkedtünk, a Beagle és Bulldog rombolókat Kelly kapitány egy megafon segítségével úgy irányította pozícióba a jobboldali csónakfedélzetről, „Hátra Bulldog”, „Előre Beagle” kiáltásokkal, mint ahogy az a csónakversenyeken szokás.”
Mivel a támadáshoz a Hold állása nem volt kedvező, Kelly megpróbált a német hajó elé kerülni, de ez nem sikerült neki és inkább mögé helyezkedve követni kezdte abban a reményben, hogy az hamarosan csatlakozni fog a Goebenhez és akkor a fő célpont ellen indíthat támadást. Miután felismerte, hogy a Breslau egyedül haladt, úgy vélekedett, hogy a nagyobbik hajó annak bal oldalán és mögötte haladhat, ezért 02:42-kor ennek megfelelően manőverezett a torpedótámadás kivitelezéséhez. Egészen addig haladt ebbe az irányba, míg megérzése szerint a Goeben útirányától már kissé északra került, majd 90 fokkal elkanyarodva azzal szembe nem haladt a feltételezettnél. Azt remélte, hogy a csatacirkálót így megvilágítja számára a holdfény a Dublin bal oldalán. Ez a 03:10-kor kivitelezett forduló azonban túl korainak bizonyult, mivel a Goeben jóval északabbra haladt. Kelly úgy vélte kb. 20 perc után össze kellett volna futnia a vele, de ez nem történt meg. 25 perccel később jobb oldalt elől füstöt észleltek, ami nagy valószínűség szerint a Gloucestertől származhatott, a Goeben pedig már messze előttük járhatott. További 10 perc után John Kelly felismerte, hogy elhibázta a lehetőséget az éjszakai támadásra, ezért folytatta az útját Zante felé, hogy csatlakozzon Troubridge kötelékéhez. Howard Kelly kapitány (Gloucester) meglátása szerint a helyezkedési hiba oka az lehetett, hogy testvére a támadást akkor leadott helyzetjelzések alapján tervezte meg, mikor a németek a legerősebben zavarták azokat és így az egyik adatot rosszul olvashatták le.

### Troubridge ellentengernagy hadműveletei

#### Troubridge ellentengernagy aGoebenelfogására indul

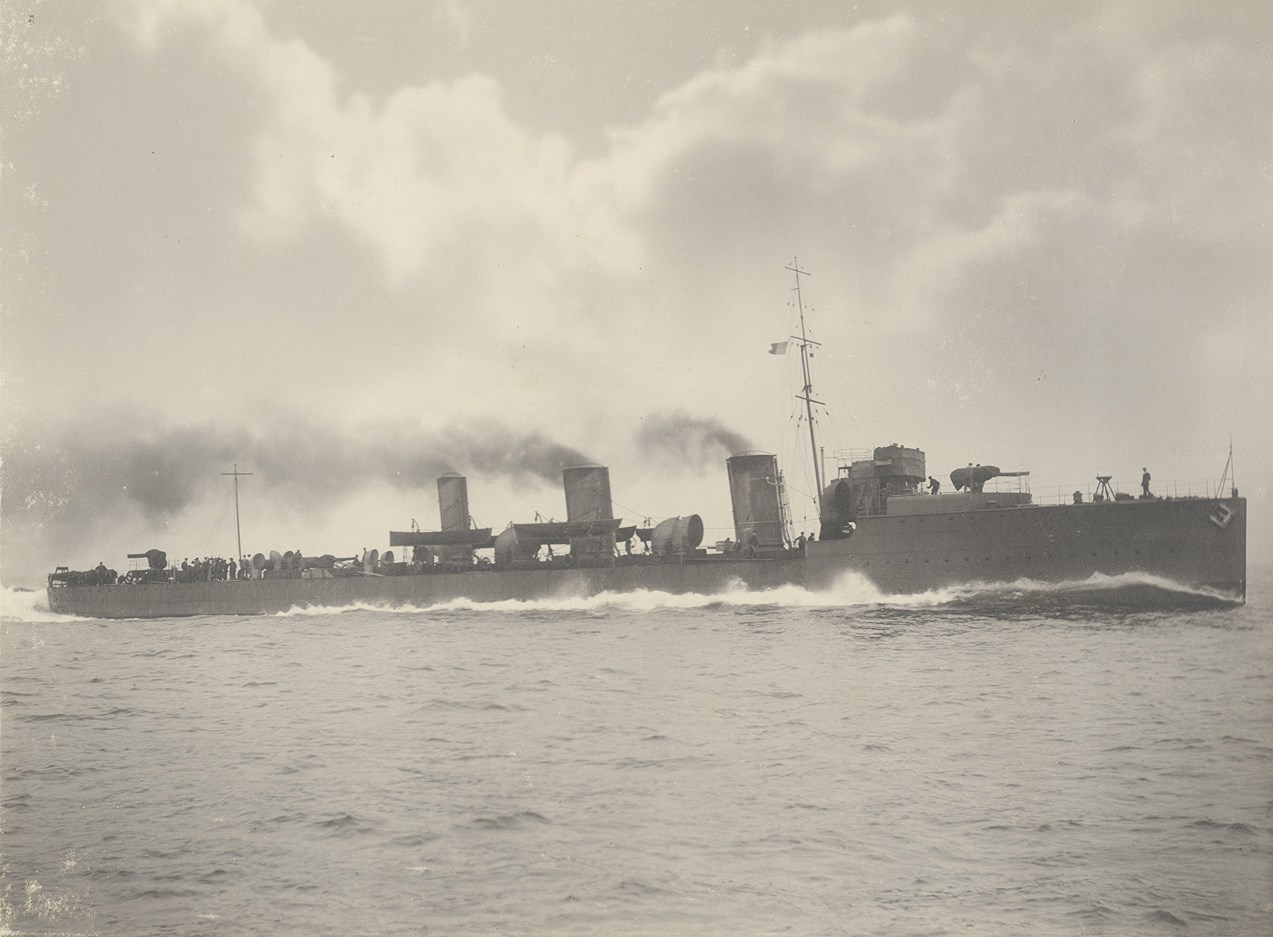
A Beagle-osztályú rombolók egyike, a Scourge

Troubridge augusztus 6-án 18:13-kor kapott először megbízható híreket a Goeben Messinából való kihajózásáról. Ekkor a cirkálóraja épp délnek tartott, hogy az értesülései szerint Alexandriából Brindisibe tartó német Waltraute szénszállítót elfogja. Ez idő alatt a nyolc rombolója a Santa Maura melletti Vasilico-öbölben rejtőzködött várva a saját szénszállítóik beérkezését. A Gloucestertől érkező jelentések beékezése után Troubridge utasította a flottilla vezérhajóját, a Wolverine-t, hogy éjfélre álljanak készen a kihajózásra. A vezérhajó válaszában felhívta a tengernagy figyelmét a rombolók megcsappant szénkészletére:
„66, 92, 75, 40, 63, 58, 79, 69 tonna szén maradt [a különböző rombolókon], ami ellen nem sokat tehetek.”
A szénhiány oka az volt, hogy Troubridge köteléke augusztus 2-án kihajózott az Adria megfigyelésére, de mivel Máltán nem tartózkodott a haditengerészet egyetlen szénszállítója sem és kellő mennyiségű szenet sem sikerült rekvirálni a kormányzónak, utánpótlást sem tudtak küldeni nekik. Milne 4-én visszarendelte a két divíziót Máltára azzal, hogy amilyen gyorsan csak tudnak érjenek is be a szeneléshez. Viszont még aznap megkapta a háború éjféltől várható kitörését közlő táviratot, aminek hatására visszarendelte a rombolókat Santa Maurába. A rombolók emiatt erősen megcsappant készletekkel tértek vissza az öbölbe. Az ellátásukra küldött Vesuvio gőzös 940 t szénnel csak augusztus 6-án tudott elindulni és a 8 csomós sebességével csak 8-ikára érkezhetett meg. Troubridge a következő üzenetében hangot adott kétségeinek a rombolói hadrafoghatóságával kapcsolatban:
„A Goeben elfogására indulok és a rombolókat is erre utasítom, amennyiben van elegendő szenük.”
Troubridge kötelékét az Adriától délre számos osztrák-magyar kereskedelmi hajó észlelte, amiből úgy gondolta, hogy a Goebent is hamar értesíteni fogják a jelenlétéről. Emellett a Wolverine-nek szánt üzenetet a Black Prince-szel küldette el és ennek a cirkálónak a távírászai egy olyan kódolást használtak, melyről Troubridge úgy vélte, ismert lehet a németek előtt. A hibára felhívta a Black Prince figyelmét, hozzátéve, hogy ezzel szerinte elárulták a terveit az ellenségnek. Troubridge eddig Korfu felé tartott, de ezután kissé észak-északnyugatnak kitérve a Fano-sziget felé vette az útját. A zászlóshajójának parancsnoka ekkortájt megpróbálta a tengernagyát rávenni, hogy a megvívandó harcot ne csak a sekély vizek mentén vállalja fel, hanem az Otrantói-szorosban helyezkedve a Goebent az Adria bármelyik partjának irányába szorítva próbáljon a lövegeinek hatótávolságán belülre jutni. Troubridge ezzel a felvetéssel nem értett egyet és 22:53-kor a rajának a következő üzenetet küldte:
„Amíg újabb információ nem érkezik, addig úgy tervezem, hogy napközben érek a Fano-szigethez. Nem tervezem a vele való összecsapást a szoros közepén, mivel az instrukcióim ezzel ellentételesek. Ha a Goeben harcolni kíván, akkor a Fano-sziget körüli sekély vizeket kell megpróbálnom kihasználni, hogy saját magam válasszam meg a lőtávolságot.”
Troubridge az admiralitástól érkező üzenetek alapján úgy ítélte meg, hogy az a Goeben elleni fellépést a csatacirkálóktól várta, nekik kellett volna követniük őt, majd megakadályozni a kijutását az Atlanti-óceánra. A saját négy páncélos cirkálóját nappali harcban ugyanakkor gyengébbnek ítélte meg a Goebennél és a parancsa is úgy szólt, hogy ne keveredjen komolyabb összecsapásba nála nagyobb erőt képviselő ellenséggel. Battenberg augusztus 5-ei parancsának értelmében Troubridge feladata – immáron csatacirkálók nélkül – két részből áll, figyelni az Adriát és mellette megakadályozni a Goeben bejutását oda. Ez utóbbit azonban a tengernagy hozzáállása a nap kétharmad részében nem tette lehetővé, így feloldhatatlan ellentmondás állt fent a kivitelezhetőségben. Troubridge arról nem tett említést Milne-nek, hogy a csatacirkálók nélkül lényegében kilátástalannak látja a helyzetét és nem is kérte tőle egyik áthelyezését sem a parancsnoksága alá. Tudván, hogy Milne Szicília északi partja mentén lassan halad keleti irányba a csatacirkálókkal és a Messinai-szoroson a Battenberg-féle parancs értelmében nem haladhatnak át, tisztában volt azzal is, hogy ezek támogatására már egyáltalán nem számíthat már.
Augusztus 6-án röviddel 22:00 után Troubridge cirkálórajának legnagyobb sebességével a Goeben Adriára való útját igyekezett elvágni. Azzal – meglepő módon – nem volt tisztában, hogy a csatacirkáló szenet vételezett Messinában és emiatt úgy vélte, hogy már csak erősen korlátozott távolságot tud megtenni és vagy Brindisibe, vagy a Monarchia valamelyik kikötőjébe tart.  Ezt a benyomását erősítette, hogy az előző nap Póla előtt cirkáló csatahajókról kapott jelentést valamint az a meggyőződése, hogy a Goeben a Mediterráneum keleti felén nem tudott volna működni. A Defence-en 23:08-kor vették a Gloucester jelentését, mely szerint a Goeben „déli irányba” (southward) kanyarodott és ez zavart okozott Troubridge számára, mert a manőver ellentmondott minden korábbi feltevésének. A Gloucester 23:36-kor küldött jelentésében már azt közölte, hogy a Goeben 107°-os irányba (S[outh[.73E[ast]), enyhén déli, keleti irányba halad ami épp Lefkáda és Kefalónia szigetek közé vitte volna be.  Ez azt jelentette, hogy amennyiben Troubridge ennek megfelelően irányt vált, úgy még a tervezett 04:00 körüli időpontban keresztezhette volna az útirányát. A következő, 23:58-kor vételezett jelentésében a Gloucester az irányt már 136°-ban (S.54E) adta meg, ami jóval délebbi irány volt az előzőhöz képest és egyenesen a Matapan-fok felé mutatott. Troubridge először úgy vélte, ez elterelő manőver lehet, azonban ezt az irányt a németek továbbra is megtartották.
A térképek tanulmányozásából Milne számára is nyilvánvalóvá vált, hogy Troubridge nem fogja tudni 06:00 előtt keresztezni a Goeben  útját.  Troubridge  úgy ítélte meg, hogy az Adrián kívül csak Egyiptom felé veheti az irányt, mivel másutt számára nem lett volna célpont. Az események alatt, 22:10-kor Máltáról leadott jelzés azzal az információval szolgált, hogy az osztrák-magyar flotta készülőben van kihajózni. Troubridge azt később nem tudta pontosan felidézni, hogy ezt mikor kapta kézhez (01:00-kor avagy 03:00-kor), ellenben a Defence feljegyzései szerint erre csak 04:42-kor került sor, mikorra már az üldözést lefújta, így a döntésében vélhetőleg már nem játszhatott szerepet.

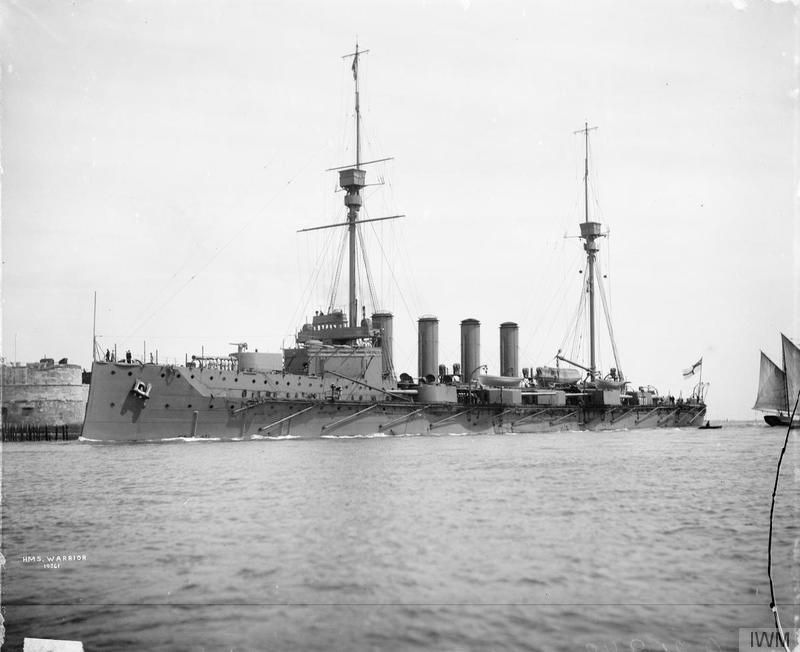
A Warrior páncélos cirkáló

Miután a Gloucester többször is megismételte, hogy a Goeben délkeletnek tart és így Troubridge tőle való távolsága így egyre csak nőtt, a brit tengernagy számára világossá vált, hogy az Adria felé vezető kitérés volt a németek részéről a csel és 00:10-kor váltott ő is déli irányra. Ezután a páncélos cirkálói 15 csomóval haladtak a Goebenét 06:00 körül keresztező útvonalon. Troubridge útja a Vasilico-öböl mellett vitt el és 01:57-kor a hozzá való csatlakozásra szólította fel az itt lévő rombolóit. A rombolók a szénhiány miatt maximum csak 21 csomós sebességre voltak képesek, de ezzel is 04:00 körülre volt várható a csatlakozásuk a cirkálórajhoz, mely előbb 20 csomóra gyorsított, de mivel ezt a Warrior nem tudta tartani, hamarosan 18 csomóra mérsékelték a sebességüket. Troubridge 03:00-kor jelezte Milne-nek, hogy minden körülmények között támadást fog indítani a Goeben ellen. A döntését egyik tiszttársának így kommentálta:
„Tudom hogy ez rossz [döntés], de nem engedhetem, hogy az egész Földközi-tengeri Hajóraj nevén folt essék.”
Ekkorra már tudta azt is, hogy a Dublin – mely reményei szerint már megtorpedózhatta a csatacirkálót – nem a Goeben, hanem a Breslau nyomában volt és nem járt sikerrel. 03:10-kor vizuális jelzésekkel a következőket tudatta a vele lévő cirkálókkal:
„Megpróbálom keresztezni a Goeben útját d.e. 6 órakor (d.e. 5 GMT) és amennyiben lehetséges harcra szándékozom bírni. Készüljenek fel a tűznyitáshoz szükséges vonalba való felfejlődéshez. Amennyiben nem vágjuk el az útját úgy visszatérek Zante mögé elkerülendő a nagy távolságból vívandó harcot.”

#### Troubridge ellentengernagy meggondolja magát
Az üzenetben megjelölt időpont két órával volt napfelkelte (04:00) után, ami egyértelműen azt mutatta, hogy Troubridge egy nappali összecsapást is felvállalt volna ekkor. 03:30 után azonban Troubridge rövid megbeszéléseket folytatott előbb zászlóstisztjével, Fawcet Wray-jel, majd a navigátorával, amik után úgy döntött, megszakítja az üldözést és 03:47-kor a görög szárazföld felé kanyarodott el és lelassított. Elmondása szerint a döntését Wray kapitány is méltatta:
„Tengernagy, ez a legbátrabb dolog amit valaha is tettél az életedben.”
Az ezt követőekről a két tiszt beszámolója már élesen különbözött. Tray szerint az irányváltoztatás azt a célt kellett volna szolgálja, hogy Troubridge újragondolja a helyzetet és új utasításokat kérjen Milne-től, Troubridge viszont az üldözést egy az egyben fel akarta adni. Wray 04:15-kor még egyszer jobb belátásra akarta bírni a tengernagyát és azt tanácsolta neki, hogy kövessék a Gloucestert, hogy legyen hátvédje amire szükség esetén visszavonulhat.
Troubridge, aki szerint a Goeben vagy nagy ívben kikerülte volna a raját, vagy annak lövegeinek hatótávolságán kívülről akár megsemmisíthette volna azt, 04:05-kor a következő szövegű, Milne-nek küldendő üzenetben fejtette ki a döntését:
„Mivel csak az ágyúink hatótávolságán kívül és az ő ágyúinak hatótávolságán belül tudtam volna harcba szállni a Goebennel, felhagytam a rajommal való üldözésével. Instrukciókat kérek a könnyű erőim számára. A Goeben nyilvánvalóan a Mediterráneum keleti felébe tart. Azt reméltem, hogy még napfelkelte előtt találkozni tudok vele.”
Az üzenetet Milne 05:15-kor – 70 perccel a feladása után – kapta kézhez az Inflexible fedélzetén és a tartalma lesúlytólag hatott. A jelentős késedelemből 44 percet tett ki a kódolása, de még az elküldése előtt 04:15-kor Troubridge Zante szigete felé vette az irányt anélkül, hogy a döntését megbeszélte volna a felettesével, vagy legalább értesítette volna a további szándékairól. A döntést Troubridge később azzal is magyarázta, hogy nem engedhette meg, hogy a Goeben elvonja az Adriától, miközben az osztrák-magyar flotta fenyegetheti a rombolókat a számukra ismert rejtekhelyén. Mint feljebb említve volt, a Monarchia flottáinak mozgásáról az üzenetet jelentős késéssel kapta csak meg, már azután, hogy a visszavonulási parancsot kiadta. A rombolók védelmére a rádióüzeneteiben nem is hivatkozott. Milne kérdésére, hogy miért hagyott fel az üldözéssel, Troubridge kitérő választ adott. Később úgy nyilatkozott, hogy amennyiben Milne egy egyszerű „üldözést folytatni” jelzéssel adott volna ki neki parancsot legkésőbb 07:00-ig, úgy a déli irányra visszatérve még keresztezhette volna a Goeben útját. Ez Milne szerint már kivitelezhetetlen lett volna és Troubridge-nek az üldözéssel való felhagyást közlő üzenetét sürgős megjelöléssel kellett volna ellátnia, amivel az percek alatt eljutott volna hozzá és így reagálhatott volna időben. Ezzel szemben Milne még két órát várt, mire új parancsot adott ki a számára. A parancs szerint meg kellett bizonyosodnia, hogy a Goeben valóban keletnek hajózott-e el és nem kanyarodott-e vissza nyugatnak vagy északnak. Troubridge az üzenetet – állítólag – nem parancsként értelmezte, hanem kérdésként és ennek megfelelően válaszolt rá:
„Nem gondolom, hogy kétség lenne efelől. Az északi iránya elterelés volt.”
Troubridge később erre az üzenetre nem emlékezett, csak arra, amit Milne ezután küldött:
„Miért nem folytatta az útját a Goeben elvágására. Csak 17 csomóval halad és olyan fontos lenne harcra bírni.”
Miután Troubridge az üldözés megszakítása mellett döntött, a németek nyomában haladó Gloucester magára maradt. Milne a könnyűcirkálót fokozatos leszakadásra utasította, nehogy a németek elfogják.

### AGloucesterés aBreslautűzharca

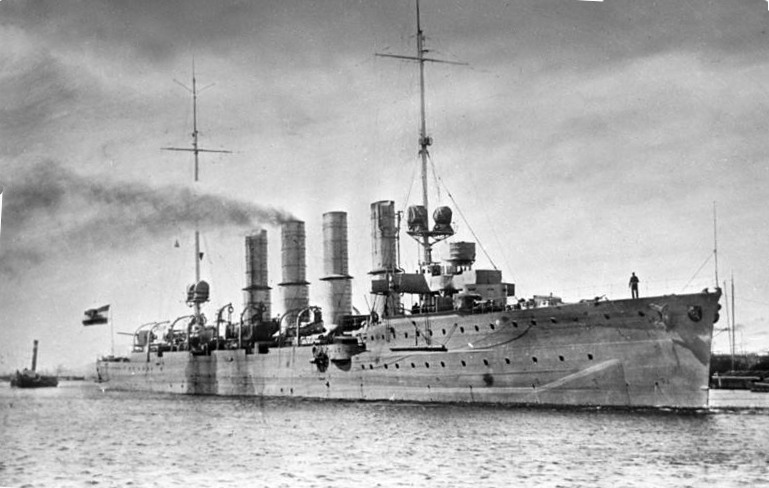
A Breslau egy 1912-es fényképen

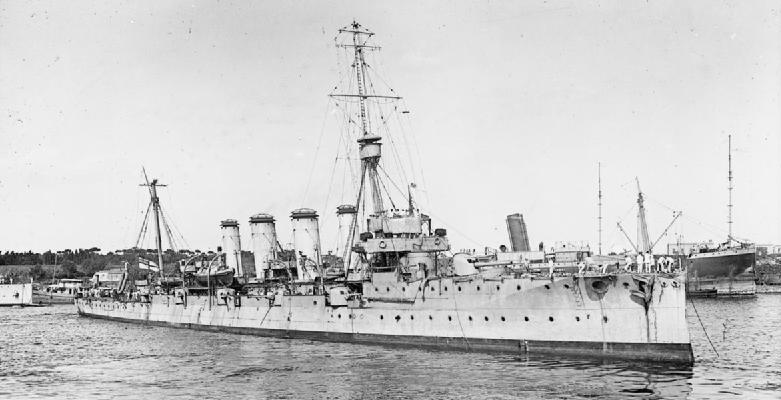
A Gloucester könnyűcirkáló
Brindisiben (1918)

Howard Kelly kapitány a németek nyomában maradva igyekezett megállapítani hogy azok az Égei-tengerre avagy Egyiptomba akarnak eljutni. 10:30-kor az elől haladó Breslau ismét csatlakozott a Goebenhez és a következő órákban le-leszakadozott a csatacirkálótól, avagy úgy manőverezett, hogy a Gloucestert a követés feladására bírja. Dél körül Kettner tűznyitásra kért engedélyt Souchontól, de azt nem kapta meg. A tengernagy csapdát gondolt ki a Gloucester számára, amennyiben az továbbra is kitartana mögöttük. 13:35-re a zászlóshajótól leszakadó Breslau már csak 11 000 yard (10 km) távolságra volt a Gloucester előtt és az a Goebent már csaknem teljesen szem elől veszítette. Ekkor a brit cirkáló a 152 mm-es orrlövegével tüzet nyitott. Ez volt az egyetlen olyan bevethető ágyúja, mely ekkora lőtávolságot el tudott érni és Kelly azt remélte, hogy a Breslaut ezzel a Goebenhez való felzárkózásra tudja bírni. A Breslau azonban jobb oldalát feléje mutatva előbb két bemérő lövést adott le, majd ezután gyorstüzelésre váltott át. A német sortüzek a Gloucester közelében csapódtak be és pontosságuk nagy hatással volt a britekre. A Gloucester gyorsan balra kanyarodott a sérülések elkerülése végett és azért, hogy jobb oldalával teljes sortüzeket tudjon lőni. Közben a Goeben megfordult, hogy kisegítse a Breslaut. A britek úgy hitték tüzet is nyitott rájuk, de valójában a csatacirkáló tüzérsége nem avatkozott be a harcba. Bár a célját Kelly elérte azzal, hogy a két német hajó közelebb került egymáshoz, de 13:47-kor kapta azt az utasítást Milne-től, hogy ne menjen a Matapán-fokon túlra. A harcban egyedül a britek értek el találatot, egyetlen egyet, mely a Breslau oldalát érte, de károkat a fel nem robbanó lövedék nem okozott.
A Gloucester a délután hátralévő részében még a németek nyomában maradt, de Kelly kapitány tartott attól, hogy az Égei-tengerre ha behajózna, a Goeben az egyik sziget mögé rejtőzve meglepetésszerű támadást intézhetne ellene. Souchon valóban ezt tervezte a Goebennel a Kíthira sziget északi részén lévő Spathi-fok mögé kanyarodva, miközben a Breslau továbbhaladt volna a Gloucestert a Malea-fok irányába csalva. Kelly Milne parancsához tartva magát röviddel 17:00 után, miután megbizonyosodott róla, hogy a németek nem Port Szaíd felé, hanem az Égei-tengerre tartanak, irányt váltott, hogy Troubridge erőihez csatlakozhasson.

### Milne kifut Máltáról

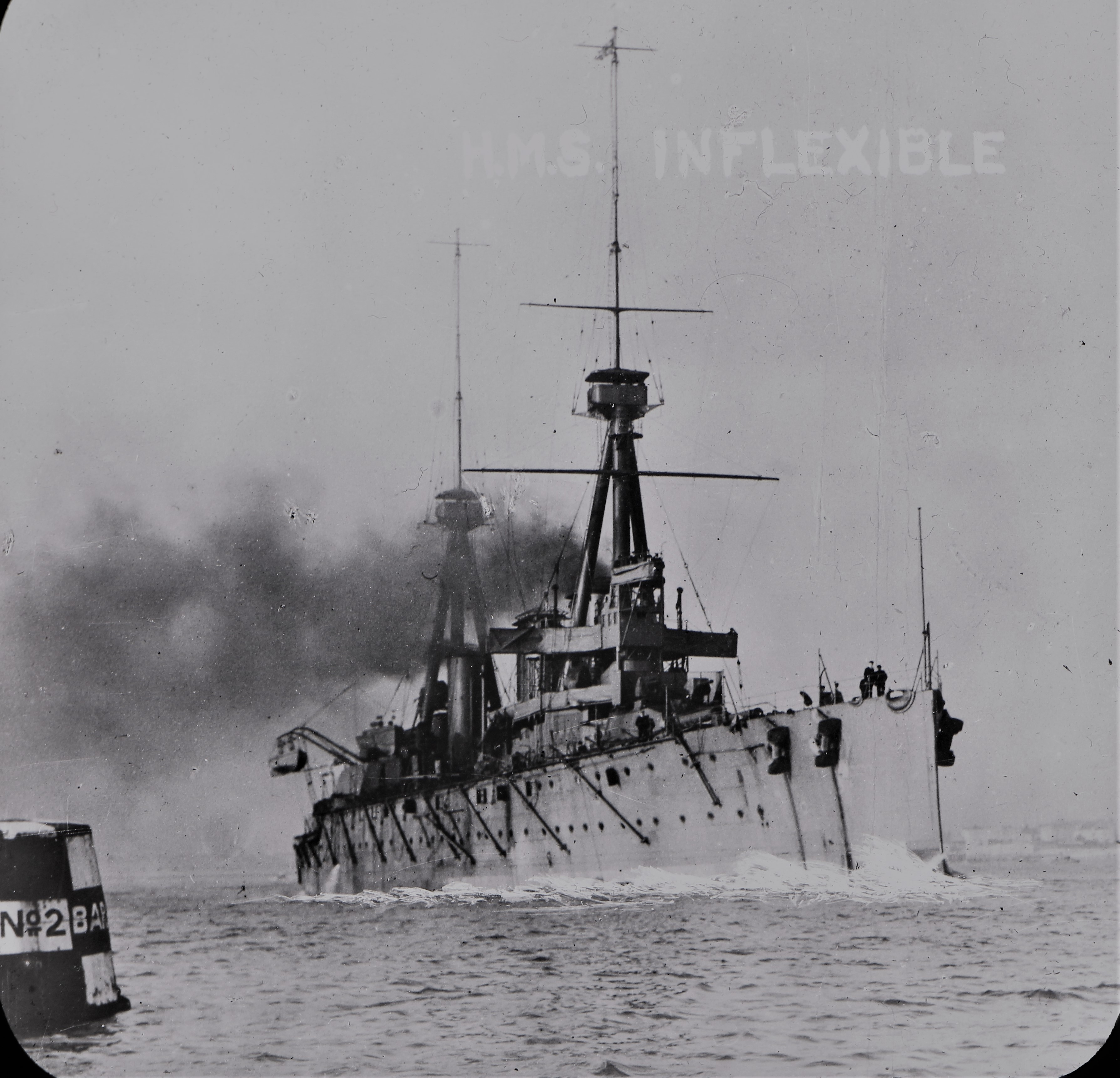
Az Inflexible csatacirkáló

Kelly azon jelentése ellenére, hogy a németek a Cervi-csatornán át az Égei-tengerre hajóztak be, Milne továbbra is bizonytalan volt a valódi úti céljuk felől és az athéni, isztambuli és egyiptomi követeket mind értesítette a németek várható felbukkanásáról és a brit kereskedelmi hajók figyelmeztetését kérte. Az admiralitást 06:52-kor küldött üzenetében értesítette arról, hogy a Goeben a keleti Mediterráneumba tart és ő maga szénvételezés után ezt a térséget fogja átkutatni. Ebből nyilvánvalóvá vált London számára is, hogy a Goeben elfogására tett kísérlet sikertelen maradt.
Milne jelentette Londonnak, hogy a Gloucestert visszahívta az üldözésről a fogyó szénkészletei miatt. Az admiralitás előtt nem volt világos, hogy akkor a csekélyebb készletekkel rendelkező Dublint miért nem hívta vissza. (Olasz-osztrák háborúról fals üzenet 70. o. körül!) A brit főparancsnok a három csatacirkálóval és a Weymouth könnyűcirkálóval augusztus 8-án éjfél után hagyta el Máltát. Röviddel ezután, 01:45-kor Máltáról azt a hírt kapta, hogy athéni jelentések szerint a Goeben a rádiójeleinek erőssége alapján Szírosz közelében lehet. Egy órával később Athénból újabb üzenet érkezett, miszerint két hadihajó elhagyta a Spathi-fokot Malida irányába előző nap 17:00-kor és egy Bogados nevű osztrák (valójában német) szénszállító Pireuszt elhagyva Szalonikibe tart. Ezt a Polymitis álnév alatt hajózó gőzöst küldték a Malea-fokhoz Souchon még Messinában feladott kérésére.
Milne nem adott hitelt ezeknek az információknak és nem is lépett miattuk kapcsolatba Athénnal, hanem továbbra is változatlan sebességgel (14 csomó) tartott a Sapienza-fok felé, a csatacirkálóit egymás mellett 5 tmf távolságra felállítva. Milne arra számított, hogy a németek vissza fognak fordulni és az Adriára próbálnak majd betörni. A feltevését hamarosan igazolni látszott, hogy a Goeben rádiójeleit maximális, 12-es erősséggel vették a hajóin és ezért teljes harckészültségben várták a bármelyik pillanatban való felbukkanását. A jelek ilyen erősségben való érzékelése azonban csak az atmoszférikus viszonyoknak volt betudható.

### A téves hadüzenet
14:00 körül Troubridge és Milne is vételezte az admiralitás üzenetét, mely az Ausztria-Magyarországnak küldött brit hadüzenetről adott értesítést. Ezt az előre kikészített üzenetet véletlenül adták le ekkor Londonból. Eredetileg csak augusztus 12-én szándékoztak hadat üzenni a Monarchiának, miután a francia flotta már készen állt az Adria blokád alá vonására. Milne számára ez az esemény nagyobb fontossággal bírt, mint a Goeben üldözése. Az előzetes tervek szerint ebben az esetben össze kellett vonnia a 2. csatacirkálórajt és az 1. cirkálórajt és ennek megfelelően is járt el. A jelenlegi helyzetétől északra egy olyan pozíciót akart felvenni, ahonnan biztosíthatja Troubridge erőit egy esetleges osztrák-magyar fellépés ellen, ugyanakkor őt se tudják elvágni Máltától. Troubridge-et, a rombolóit és a Gloucestert magához rendelte és csak a Dublinnal és a Weymouth-szal tervezte figyeltetni az Adriát. A csatacirkálói 14:30-kor ennek megfelelően letértek az Égei-tenger felé vezető útról és az Adria felé fordultak. A hadüzenet vételezésekor Troubridge cirkálói üldözőbe vettek egy osztrák-magyar rombolót, de Milne csatlakozásra felszólító parancsára azonnal visszavonultak. Londonból csak 15:50-kor (14:50 GMT) érkezett Milne-hez a hadüzenet anullálása, de mivel nem volt teljes egészében megfelelő módon rejtjelezve, ezért Milne-nek kétségei támadtak a hitelessége felől és a hír megerősítését kérte. Az admiralitás ezt követően 17:10-kor (16:10 GMT) figyelmeztetést adott ki minden hajónak, melyben az Ausztria elleni háborút közlő üzenetet semmissé tették, a helyzetet azonban kritikusnak jelölték meg vele.
Milne ebből arra következtetett, hogy bár Nagy-Britannia nem áll hadban a Monarchiával, az már bármelyik pillanatban bekövetkezhet. Ennek tisztázására megérdeklődte az admiralitásnál, hogy az Ausztria-Magyarország elleni készülődést is le kell-e fújnia. Amíg ez meg nem érkezett, addig nem változtatott útirányán és felhívta a figyelmét Troubridge-nek arra, hogy a kevés szénnel rendelkező rombolóit a Monarchiával való háború beálltakor vontába kell venni. 18:20-kor értesítette az admiralitást arról, hogy a helyzetre való tekintettel nem folytatja a Goeben üldözését. A saját megerősítést kérő üzenetére a választ Milne 19:00-kor kapta meg az admiralitástól.
Milne táviratáról, amiben a Goeben üldözésének feladását tudatta az admiralitással, egészen augusztus 9-ike vasárnap hajnali 02:00-ig nem olvasták el és ekkor is a tiszt, akinek a kezébe került, azt hitte, Milne-nek ez az üzenete még a hadüzenet anullálása előtt érkezett, ezért Milne a későbbi üzenetforgalom alapján már visszatért az üldözéshez. A hibát csak 12:50-kor vették észre, egy egész nappal azután, hogy az Ausztria-Magyarországgal szembeni hadüzenetről elküldték a rádiójeleket, mikor Milne egy helyzejelentésében azt közölte, hogy Zante szigete közelében van és innen fedezi az Adria bejáratát. Leveson ellentengernagyot, a hadműveleti csoport (Operational Department) igazgatóját sokkolta ez a váratlan fejlemény és azonnal a következő üzenetet küldette el Milne-nek:
„Nincs háború Ausztriával. Folytassa a Goeben üldözését, mely 7-én kora reggel északkeleti irányban hagyta el a Matapan-fokot.”
Miközben ezek az események zajlottak az admiralitás első lordja a Berlinből hazarendelt haditengerészeti attaséval töltötte a szombati nap nagy részét és írt Grey-nek arról, hogy Görögországot be kellene vonni a háborúba. Írt egy az admiralitás berkein belül cirkuláltatni szánt memorandumot is, melyben a szervezet elmúlt tíz napban végzett nagyszerű munkáját méltatta és reményét fejezte ki, hogy az itt megvalósított modell példaértékű lesz.

#### Az álhír a németek szíroszi szeneléséről

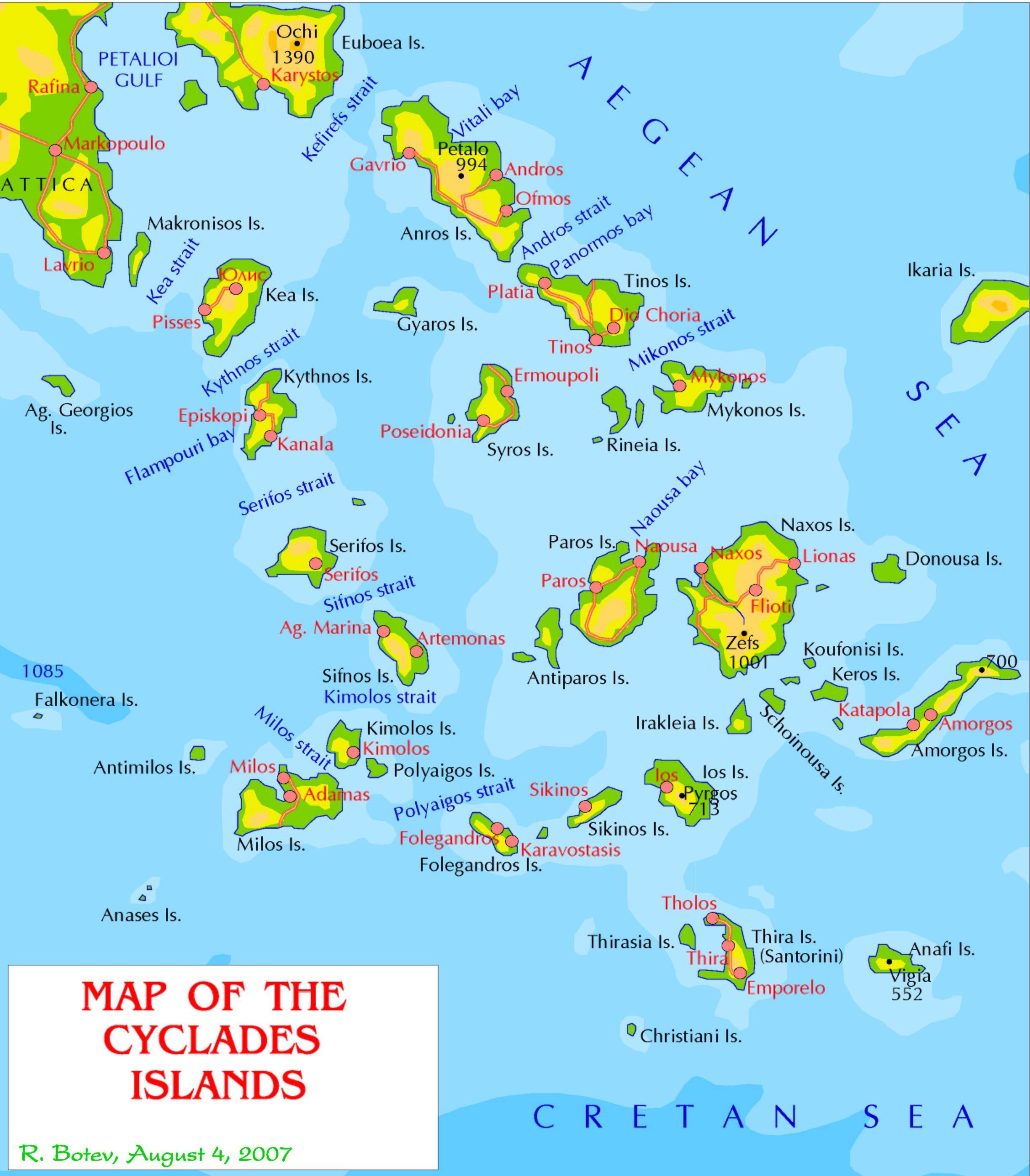
A Kükládok szigetcsoportja

Az üldözésre visszaálló Milne-hez eljuttatták azt az orosz és francia forrásokból származó információt, miszerint a Goebent augusztus 8-án a Kükládokhoz tartozó Szírosz szigetnél látták szenet vételezni. 19:35-kor Milne a vele lévő hajóknak jelezte, hogy ebből a célból keresni fogják az előző nap itt észlelt csatacirkálót. Milne azonban ennek a hírnek sem adott valójában hitelt, mivel Szírosz brit konzulja vagy az ottani távíróállomást üzemeltető Eastern Telegraph Company brit felügyelője (szuperintendánsa) minden bizonnyal jelezte volna már, ha a német hajók a sziget közelében bukkantak volna fel. A konzulnál rá is kérdezett, hogy a szigetnél valóban felbukkant-e egy Kythnos nevű német kereskedelmi hajó és ha igen, az funkcionálhat-e szénszállítóként. A hajó érkezését megerősítették, de rakományként részben náxoszi smirgelt vett fel, ami cáfolta azt az értesülést, hogy szénszállítóként alkalmazták volna.
Milne megfontolásaiban négy lehetőség jöhetett szóba a német hajók célja felől: a szíriai Alexandretta, Egyiptom, Szaloniki, avagy visszatérés az Adriára. A görög kikötő azért tűnt lehetségesnek, mert Milne értesülései szerint az osztrák-magyar flotta a kikötő elleni támadással fenyegetett amiatt, hogy a Szerbiának szánt utánpótlás tengeri úton ide érkezett. A számos lehetőség miatt azt tartotta a legjobb megoldásnak, ha az Égei-tenger délnyugati részén marad, míg megbízható információkat nem kap a német hajók hollétéről. Innen felügyelhette az Adria felé vezető útvonalat és gyorsan reagálhatott arra is, ha Egyiptom felé indultak volna a németek. Az Égei-tengeren való tartózkodásuk a briteknek amúgy is a legkedvezőbb volt, mivel itt nem fenyegették az utánpótlási vonalaikat.
Még mielőtt az admiralitás elküldte volna a német hajók szíroszi szeneléséről szóló álhírt Milne-nek, a londoni orosz nagykövet értesítette a brit külügyminisztériumot arról, hogy a Goeben információik szerint a Dardanellák felé tart. A figyelmeztetést Londonban komolyan vették és utasították az isztambuli diplomáciai ügyvivőjüket, kérje arra a portát, hogy ne engedjen át hadihajókat a tengerszorosain és az áthaladni akarókat fegyverezze le vagy fordítsa vissza. Azzal egyidőben, hogy az admiralitás a németek szíroszi szeneléséről szóló üzenetét elküldte Milne-nek, a brit külügyminisztérium Rómából egy olyan jelentést kapott, miszerint az osztrák-magyar flotta a német cirkálók megsegítését tettetve hajózott ki korábban és már visszatért északra (Pólába), de ezt az információt, mely alátámasztotta az oroszok által közölteket, nem továbbították az admiralitás felé. Augusztus 9-én az admiralitás egyedül azt a tévesnek bizonyuló hírt osztotta meg Milne-nel, hogy a német hajók Szírosznál vételeznek szenet. Ő a csatacirkálóival augusztus 9-én éjfélkor ért a Matapán-fokhoz, amit a Goeben már 56 órával azelőtt maga mögött hagyott. Ebből az időveszteségből 24 órát tettek ki a téves hadüzenet miatti irányváltások.

### Souchon szénvételezése Donúsza szigeténél
Miközben augusztus 7-én az üldözőjét igyekezett lerázni, Souchonnak küldtek egy üzenetet Vilmos császár utólagos hozzájárulásával Tirpitz és Pohl parancsához, felhívva a figyelmét arra, hogy a Dardanellákba való bejutás most a legnagyobb jelentőséggel bír és minél előbb meg kell tenni. Ezt az üzenetet azonban Souchon nem kapta meg. A legfrissebb hír számára még mindig az az augusztus 6-ai üzenet volt, melyben tudatták vele, hogy az akkori állás szerint lehetetlen az Isztambulba való bejutás. A Goeben szénkészleteivel még elérhette volna a Dardanellákat, de hosszabb várakozást nem tett volna lehetővé a tengerszoros előtt amennyiben politikailag nem sikerülne a két kormányzatnak megegyeznie, ezért nagy jelentősége volt annak, hogy a Dardanellákhoz való érkezése előtt még feltöltse a készleteit a Malea-fokhoz rendelt Bogados gőzhajóról. A szénszállítóval 16:40-kor találkoztak – bő két órával azután, hogy a Gloucester visszafordult – és a lehorgonyzott hajónak Souchon azt az utasítást adta, hogy egyelőre maradjon a helyén.

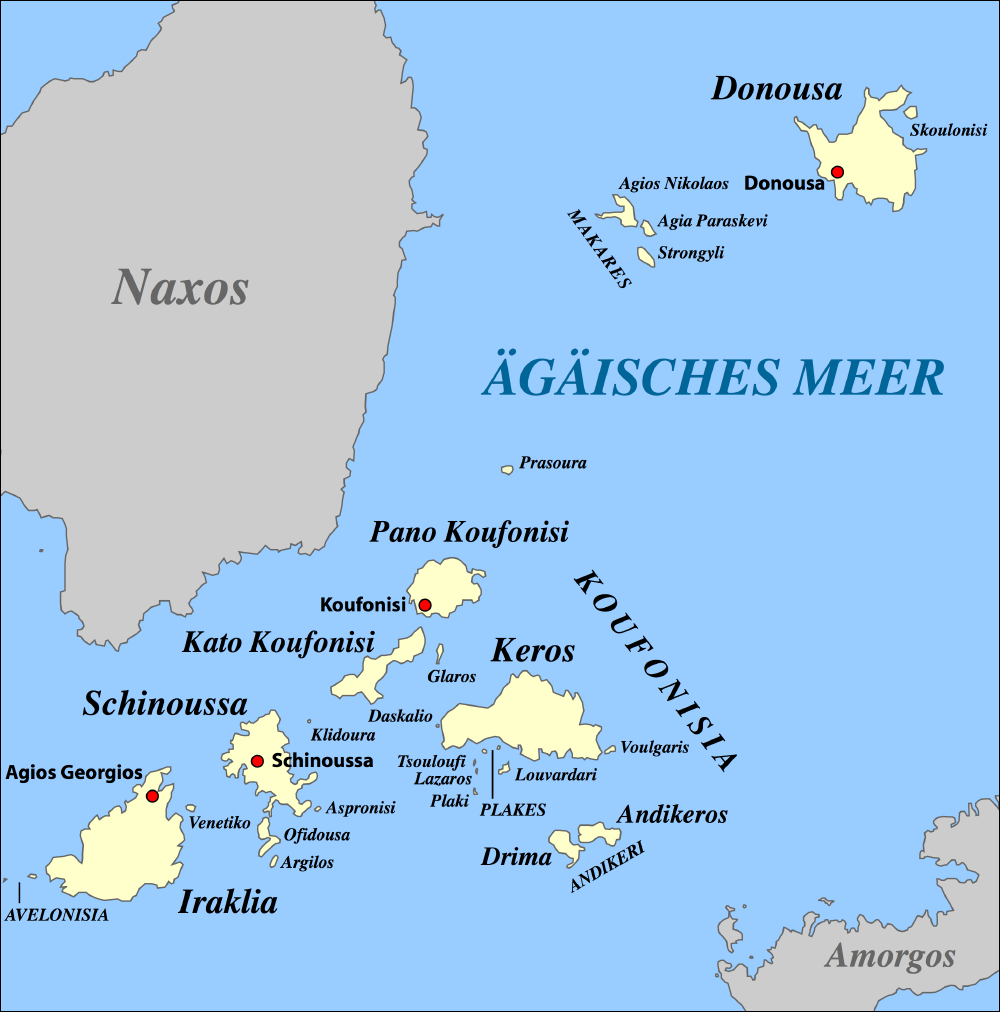
Donúsza (Donousa) szigetének fekvése
Náxosztól keletre

Kettner fregattkapitány felhívta Souchon figyelmét arra, hogy az emberei nagyon fáradtak és szükségük lenne egy kis pihenőre, ezért a tengernagy a két hajót elválasztotta egymástól és míg ő a szombati napon, augusztus 8-án a Goebennel Kéosz és Ándrosz szigetek között cirkált, addig a Breslau a Krétától északra lévő vizekre hajózott, ahol a legénysége kipihenhette magát. A Gloucester váratlan előző napi elszakadása lehetővé tette a németek számára a zavartalan szénvételezést és délután a Breslau visszatért a Malea-fokhoz, hogy a rádióval nem rendelkező Bogadost új helyre rendelje. 20:00-kor talált rá és a Kükládok egyik köves szigetéhez, a Náxosztól keletre lévő Donúszához irányította tovább. A sziget keleti felén lévű Rusa-öbölben a Goeben augusztus 9-én 05:32-kor, a Breslau 3 órával később vetett horgonyt. A mindössze 8 csomóval haladni képes Bogados (Polymitis) csak 15:45-re ért ide. A németek megfigyelőállást alakítottak ki a sziget magaslatán és a déli részénél egy gőzbárkát őrjáratoztattak. A kazánokat felfűtve tartották, hogy szükség esetén fél órán belül útnak indulhassanak. Mikorra a brit csatacirkálók vasárnap éjfél körül a Matapán-fok mellett elhaladva az Égei-tengerre értek, a Goebent már 8 órája töltötték fel szénnel. Augusztus 9-ike folyamán Souchon hiába próbálkozott kapcsolatba lépni Isztambullal az athéni rádióadón keresztül, mivel a távíróközpont francia kézben volt és megtagadta az üzenet továbbítását. Így a német tengernagy csak a General gőzhajóra hagyatkozhatott, melyet Szmürnába küldött tovább Szantorini szigetétől. A General az ottani főkonzulon keresztül küldte a tengernagy következő üzenetét az etappvezetőnek a fővárosba:
„Legnagyobb katonai fontossággal bír, hogy az ellenséget megtámadjuk a Fekete-tengeren. Tegyen meg mindent annak biztosítása érdekében, hogy késedelem nélkül át tudjak haladni a török kormányzat engedélyével, bizonyos körülmények mellett a formális beleegyezése nélkül is.”
A két hadihajó egész éjjel folytatta a szénvételezést. A Goebenről leeresztették a torpedóvédelmi hálókat is ez idő alatt. Augusztus 10-én hajnali 01:00 körül Souchon végül a General közvetítésével vételezte az isztambuli német haditengerészeti attasé üzenetét, melyben a Dardanellákhoz való hajózásra való megkapta az engedélyt. Az erőd „kapitulációjának követelése után” (sic!) révkalauzt kellett kérnie az aknamezőkön való biztos áthaladáshoz. Hajnalban a tengernagy megszakította a szénvételezést és 06:00 előtt útnak indult a tengerszoros felé 18 csomós sebességgel. A Goeben 415 t, a Breslau 150 t szenet vett át eddig, ami bár nem volt nagy mennyiség, de jelentősen növelte Souchon biztonságérzetét. Már út közben, délben kapta meg Berlinnek azt az üzenetét, mely az azonnali Dardanellákhoz való hajózást kérte tőle.

### Milne a Kükládokhoz ér
Milne augusztus 10-én 04:00-kor haladt el a Malea-fok mellett, egy órával azelőtt, hogy a kb. 200 km távolságra északkeletre lévő Denúszánál Souchon befejezte a szénvételezést. A fokot elhagyva a csatacirkálók 14 csomóra lassítottak és szétbontakozva, 12 tmf távolságot tartva haladtak tovább északkeletnek. A brit tengernagy 09:28-kor a következő parancsot adta ki:
„A csatacirkálók 10 csomós sebességgel haladjanak. Az Inflexible a (Kithnosz délnyugati részén lévő) Dimitri-fokhoz megy és attól 5 mérföld távolságra megáll. Az Indomitable a (Kéosz sziget déli csücskén lévő) Tamelos Lea-fokhoz megy és 5 mérföldre megáll. Az Indefatigable a Szerifosz szigetnél [annak délnyugati részén lévő] lévő Küklopsz-fokig megy és 5 mérföldre megáll. A hajók ezután mindkét irányt ellenőrizhetik. A Weymouth 17 csomóval haladva betekint Mílószba, hogy lássa van-e ott bármi, majd a Szifnosz-csatornán [a Szifnosz és Szerifosz között] át Szíroszhoz megy, ahol az angol konzullal lép kapcsolatba és szerez információkat.”
10:30-kor azonban az Inflexible a Goeben rádiójeleit észlelte váltakozó, 7-12 közötti erősségben, amiből Milne arra következtetett, hogy a németek vagy délről kerülik meg őket és az Adria felé igyekeznek, vagy pedig dél felé haladva Egyiptom elérése a céljuk. Az Adriától távol tartandó őket délnyugati irányba indult vissza, de attól tartva hogy utóbbi esetben a nemzetközi egyezmények értelmében semleges Szuezi-csatornán akarnának áthaladni, Milne Kairóba küldött üzenetet az ottani brit ügyvivőnek, hogy tegyen meg mindent annak érdekében, hogy a csatornán ne engedjék át a német hadihajókat.
Augusztus 10-én reggel az admiralitás egy olyan hírt kapott, miszerint a Goeben és a Breslau Szírosz mellett elhaladva útban voltak Isztambul felé. Az információt nem továbbították Milne felé, hanem azt közölték vele mindössze, hogy két újabb könnyűcirkálót vonnak be a Goeben felkutatásába. A német hajók Törökországba érkezésének lehetőségét az admiralitásnál úgy ítélték meg, mint a legvalószínűtlenebb és egyben a legekevesebb kárt okozó eshetőséget. Hasonlóképpen gondolkodtak Milne rajánál is.
Milne délnek tartva egyre erősebben észlelte a Goeben rádiójeleit, ami alapján úgy vélte, hogy az a Cervi-csatornán át igyekszik visszatérni az Adriára. 11:50-kor a Szíroszhoz tartó Weymouth-t is visszahívta és helyette Szerifosz, Thermia és Lea szigetek környékét kellett átnéznie mielőtt csatlakozott volna a rajhoz. A rádiójelek erősségét azonban ekkor is a légköri viszonyok befolyásolták és miután hamarosan gyengülni kezdtek, Milne 15:10-kor visszatért az északkeleti irányra. Milne még ekkor sem számolt komolyan Isztambullal, mint a németek úti céljával. Összesen négy, Souchon számára szóba jöhető lehetőséget vett számításba:
- védelmet keres egy görög kikötőben
- Szalonikit támadja meg a szerb utánpótlások miatt
- Délnek veszi az irányt, hogy Alexandriát és Port Szaídot támadja meg
- Nyugatnak fordul és megpróbál kijutni az Atlanti-óceánra

Milne 17:34-kor a Weymouth-t ismét Szíroszhoz irányította. Fél órával korábban a Goeben már révkalauzt kért a Hellész-foknál, a Dardanellák előtt, mire egy torpedónaszád átmanőverezte az aknazárak között.

### Souchon megérkezése a Dardanellákhoz

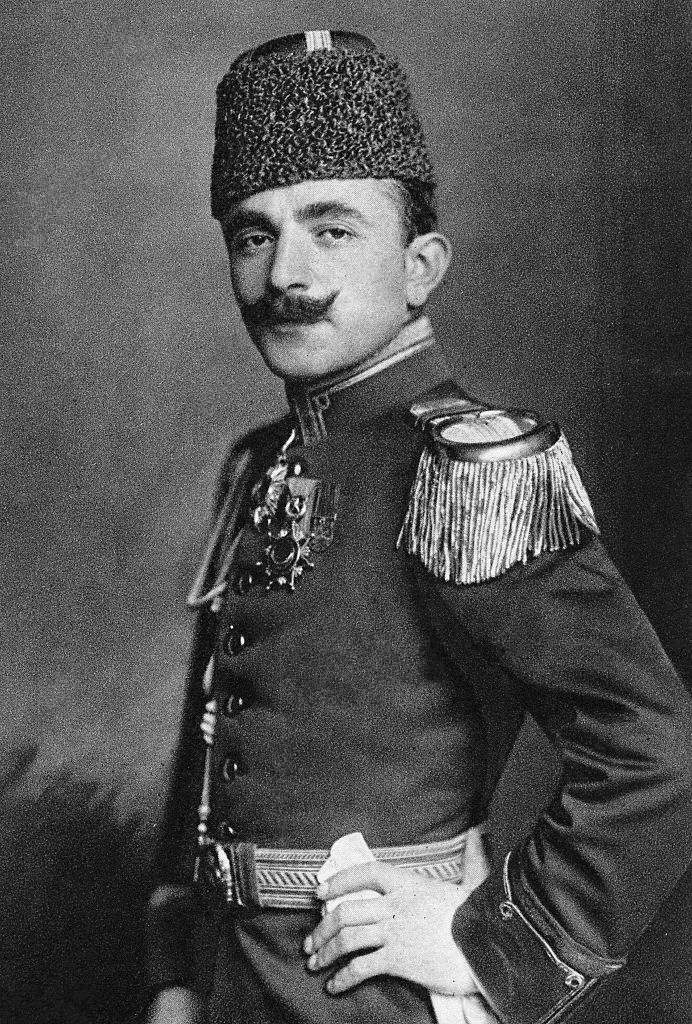
Enver pasa

A Dardanellákhoz érkezve Souchon úgy tervezte, hogy amennyiben nem engedik át a törökök, úgy kíséret nélkül fog áthaladni a szoroson. Erre azért mert volna vállalkozni, mert az egyik tisztje Isztambulban szolgált az olasz–török háború idején és tudta a törökök hova telepítettek aknazárakat a harcok idején és úgy gondolta, most is hasonlóan vannak elhelyezve, szabadon hagyva az európai oldalt. A hajókat azonban Enver pasa, a hadügyminiszter közbenjárására átengedték a Dardanellákon. A saját szakállára meghozott döntését azzal indokolta, hogy „nem kívánta biztos pusztulásra ítélni egy szövetséges állam hajóit”. A lépés heves vitákat váltott ki a török katonai vezető körökben és ezért behívatták a német nagykövetet, Wangenheim bárót is. Végül a törökök hozzájárultak a két hadihajó befogadásához három feltétellel:
- A hajóknak a Márvány-tenger egy elhagyatott pontján kellett horgonyozniuk.
- Egy fiktív adásvételi szerződés keretében át kellett kerüljenek török tulajdonba.
- Nem hajózhattak át a Fekete-tengerre egészen addig, míg Bulgária szilárdan el nem kötelezte magát az Oroszország elleni közös katonai fellépésre.

Augusztus 11-én bejelentették, hogy Törökország 80 millió márkáért megvette Németországtól a két hajót és augusztus 16-án az Isztambulba érő Goeben és Breslau egy kisebb ceremónia keretében a török haditengerészet állományába került Yavuz Sultan Selim illetve Midilli névvel. A német legénységüket és tisztikarukat továbbra is megtarthatták és a raj parancsnoka is Souchon tengernagy maradt, akit szeptember 23-án az Oszmán Haditengerészet főparancsnokává is kineveztek.

### Brit reakciók
A Dardanelláknál lévő brit alkonzul 20:30-kor táviratban jelezte az admiralitásnak a Goeben és a Breslau felbukkanását a tengerszorosnál. Habár az üzenetet 22:45-kor feljegyezték, azt egészen másnap 09:47-ig nem kapta meg a „háborús szoba” (a War Room). Röviddel rá egy újabb üzenet érkezett, mely szerint a német konzul meglátogatni készül a két nagy hadihajót. Az admiralitásnál azonban kételkedtek a hírek hitelességében, mivel ugyanez az alkonzul pár nappal korábban azt üzente, hogy csak rejtjelezés nélkül küldhet üzeneteket és szerinte mindkét kódrendszerük ismert a németek számára. Az admiralitásnál ezért azt gyanították, hogy a két üzenetet a németek küldhették a megtévesztésükre. A Weymouth Szírosznál csak három gőzhajót talált, de Milne – ennek ellenére – az erősítésként érkező Gloucestert is beküldte ide.

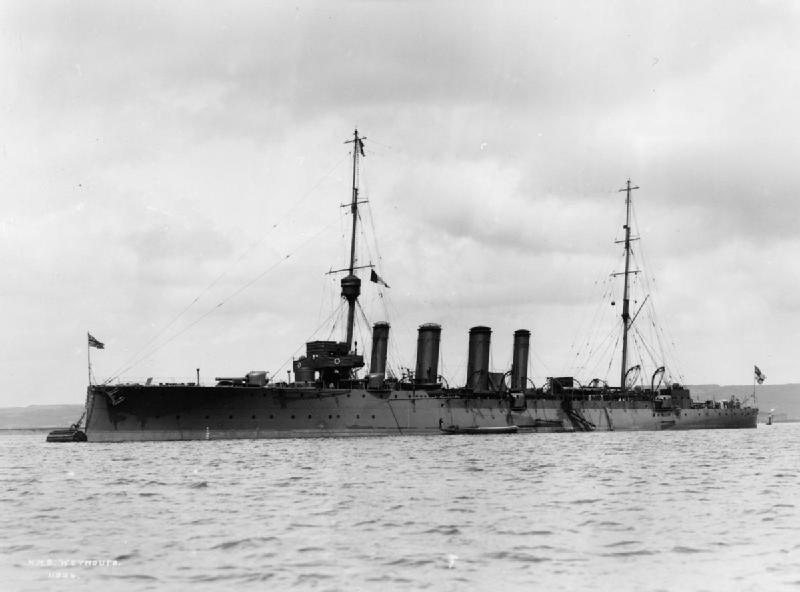
A Weymouth könnyűcirkáló

A tengernagy 11:30-kor egy Máltáról érkező táviratból tudta meg, hogy a Goeben és a Breslau a Dardanellákhoz érkezett az előző éjjel. A Weymouth-t azonnal a tengerszoroshoz küldte azzal, hogy ha nem talál kívül semmit akkor hajózzon fel Csanakig a partvonal mentén, elkerülendő az aknazárakat. Közben a hírt görög források is megerősítették az admiralitásnál. Ennek hatására Battenberg 12:47-kor arra utasította Milne-t, hogy vonja blokád alá a Dardanellákat. A Weymouth 16:45-kor érkezett a szoroshoz, ahol két torpedónaszáddal találkozott és bár köszöntötték, de a révkalauzt kérő kérdésére választ nem adtak. A könnyűcirkáló parancsnoka, Church kapitány a távozásuk után két mérföldre megközelítette a partokat, mire a partvédelem két ágyúlövéssel figyelmeztette a kellő távolság tartására. A parti jelzőállomás ezután azt közölte a brit cirkálóval, hogy nem biztosítanak számára révkalauzt. Milne közben Battenberg utasításainak részleteit tisztázandó megérdeklődte, hogy a blokád formális legyen és minden hajóra vonatkozzon, avagy csak a német hajókra. Battenberg – érezve a korábbi parancsának túlzó jellegét – 23:35-kor küldött válaszában a blokádot „óvatos figyelésére” módosította, aminek célja, hogy az onnan kijövő cirkálókat észlelhessék. Másnap, augusztus 12-én reggel a Weymouth-hoz egy torpedónaszád érkezett és közölte vele, hogy a két német hadihajó Isztambulba érkezett és a török kormányzat megvette őket.
Az első brit reakciók a fejleményeket illetően az elégedettség volt, mivel elmúlt a Földközi-tenger útvonalainak fenyegetettsége. A német hajók török tulajdonba kerülésének híre a brit vezetésre nem tett nagy hatást. A brit miniszterelnök gúnyosan feljegyezte magának, hogy a török tengerészek egy olyan nagy hadihajót, mint a Goeben, úgysem tudnak elnavigálni, talán csak sziklákra vagy aknákra. (Brit részről ekkor még nem tudták, hogy a német legénység a hajókon marad.)

## Következmények
Augusztusban Németország még mindig egy gyors győzelemben bízva elégedett volt azzal a helyzettel, hogy az Oszmán Birodalom megőrizte semlegességét. Egy olyan nagy harcértékű hadihajó jelenléte a Márvány-tengeren, mint a Goebené, elegendő volt lekötni egy brit hajórajt a Dardanelláknál. Azonban a szeptemberi marne-i csata és az oroszok sikerei az Osztrák-Magyar Monarchia ellen átértékelték a helyzetet és Németország már inkább tekintett Törökországra hasznos szövetségesként. A feszültség akkortól kezdett el fokozódni, mikor az Oszmán Birodalom 1914. szeptember 27-én lezárta a Dardanellákat, elzárva ezzel Oroszország kijáratát a Földközi-tengerre. Ez hatalmas érvágás volt az oroszok számára, mivel itt haladt át az orosz export-import 90%-a.
A Németország által „odaajándékozott” két modern hadihajó nagyon pozitív hatással volt a török lakosságra. A háború kezdetén ugyanis hatalmas felháborodást okozott, mikor Churchill „rekvirált” két Törökország által brit hajógyáraktól rendelt és csaknem teljesen kész állapotban lévő csatahajót, melyeknek a Sultan Osman I és Resadije neveket szánták. E két hajót közösségi adományokból összegyűlt pénzből rendelték meg 6 000 000 £ áron és a szerződések értelmében Nagy-Britannia nem foglalhatta volna le őket semleges államként, holott a rekvirálásukkor nem állt még hadban. Kompenzációként napi 1000 £-ot ajánlottak Törökországnak egészen a háború végéig, feltéve, hogy semleges marad. A két csatahajót Agincourt és Erin névvel állították szolgálatba a britek. Törökország semleges volt, viszont míg a britektől eddig 40 hadihajót vásárló haditengerészete Nagy-Britannia pártján állt, addig a hadserege Németországgal szimpatizált. Ez a két incidens segített ezt a belső ellentétet is feloldani és Törökország végül a központi hatalmak oldalán lépett be a háborúba.
Souchon Dardanellákhoz való vakmerő áttörése után, 1914. augusztus 15-én a törökök felmondták a britekkel kötött tengerészeti egyezményüket és az Arthur Limpus tengernagy vezette brit haditengerészeti misszió szeptember 15-én elhagyta az országot. A brit tengernagy helyére szeptember 23-án Souchont nevezték ki az Oszmán Haditengerészet főparancsnokának. Október 29-én Souchon tengernagy a Goebennel, a Breslauval és egy török hajórajjal kihajózott és végrehajtotta a fekete-tengeri rajtaütéseket az orosz Novorosszijszk, Feodoszija, Odessza, és Szevasztopol városok kikötőin. Az ebből fakadó politikai válság sodorta az Oszmán Birodalmat bele a háborúba.

### Következmények a brit haditengerészetnél
Míg a Goeben és a Breslau sikertelen elfogásának következményei nem váltak azonnal nyilvánvalóvá, az eseményeket megalázó vereségként értékelték és az érintett tengernagyokat, Lapeyrère-t, Milne-t és Troubridge-et erős bírálatok érték.
Milne tengernagyot – a háború kitörése előtti rendelkezéseknek megfelelően – visszahívták a Földközi-tengerről és 1919-ben saját kezdeményezésére való nyugdíjazásáig nem kapott parancsnoki beosztást. A Temze torkolatának parancsnokává való kinevezésére nem került sor, bár az 1916-ban is szóba került – hivatalos megfogalmazás szerint „a követelmények változása miatt” ([due to] "other exigencies"), amiben némelyek a korábbi teljesítményével szembeni kritikát vélnek felfedezni. A tengernagyot ért támadásokra reagálva az admiralitás többször kijelentette, hogy Milne Földközi-tengeren végrehajtott hadműveleteit ért vádak nem állják meg a helyüket. Ezt különösen 1919-ben emelték ki, mikor saját kérésére nyugdíjazták. Julian Corbett az 1920-ban kiadott, a háború tengeri eseményeit ismertető művében (Naval Operations Vol. I) ennek ellenére erős kritikákat fogalmazott meg Milne hadvezetésével kapcsolatban. Milne azt állította, hogy Corbett könyve súlyos pontatlanságokat tartalmaz, és helyreigazításra kérte az admiralitást, amit az viszont megtagadott. Milne ezért The Flight of the Goeben and the Breslau (A Goeben és a Breslau megmenekülése) címmel könyvet írt a saját védelme érdekében.
Troubridge ellentengernagyot novemberben hadbíróság elé állították, amiért a páncélos cirkálóival elmulasztotta harcra bírni a Goebent. A vád megfogalmazása szerint „kerülte Őcsászári Német Felsége Goeben nevű hajójának üldözését, mely ellenségként menekülőben volt.” A vád nem nyert bizonyítást azon indokkal, hogy a parancsai értelmében nem bocsátkozhatott harcba „fölényben lévő ellenséggel” (superior force). Troubridge többet nem kapott parancsnoki beosztást tengeri egységek felett, bár teljesített tényleges szolgálatot a szerbekkel együttműködve a Balkánon és 1915-ben a Dunán Ausztria-Magyarország ellen harcolva parancsnoki beosztást is kapott. Pályafutása végén teljes értékű tengernagyként vonult vissza.

### Hosszú távú következmények
Bár az üldözéshez kapcsolódó hadműveletek viszonylag kis méretűek voltak és a történet nem számít széles körben ismert történelmi eseménynek, a Goeben Isztambulba való eljutása és a Törökország általi átvétele a 20. század egyik legdrámaibb tengeri hajszája volt és végső soron hozzájárult az Oszmán Birodalom feldarabolásához.
Erich Ludendorff tábornok az emlékirataiban úgy vélte, hogy a törökök hadba lépésével a központi hatalmak jelentős számbeli hátrányban lévő seregei két évvel tovább tudtak harcolni, mint tehették volna a törökök nélkül. Ezt a véleményt osztja Ian F. W. Beckett történész is. A háború átterjedt a Közel-Keletre, fő hadszínterei a Gallipoli-félsziget, a Sinai-félsziget és Palesztina, Mezopotámia és a Kaukázus lettek. Az Oszmán Birodalom belépése a háborúba a Balkán-félszigeten folyó harcokra is nagy hatással volt. A központi hatalmakkal való szövetségre lépésével Törökország is a háborút a vesztes oldalon zárta, lehetőséget adva az antantnak a birodalma érdekeik szerinti felosztásának. Számos államalakulat vált ki a területéből, így például Szíria, Libanon, Szaúd-Arábia és Irak.
A háború után Winston Churchill patetikusan úgy fogalmazott, hogy Törökország háborúba kényszerítésével a Goeben „nagyobb mészárlást, nagyobb nyomorúságot és nagyobb rombolást okozott, mint amennyit valaha is egyetlen hajó navigálása okozott.” Itt megjegyzendő, hogy Troubridge hadbíróság előtti felmentésében indokként az szerepelt, hogy az admiralitás nem tudta tisztázni a saját parancsainak értelmét, amiben pedig Churchillnek döntő szerepe volt.

## Függelék

### A „Superior force”-távirat eredeti megfogalmazása
Winston Churchill Milne-nek küldött üzenetének eredeti megfogalmazása:
„Amennyiben háború törne ki és Anglia és Franciaország belekeveredne, úgy valószínűnek tűnik, hogy Olaszország semleges lesz és Görögországot szövetségesünkké tehetjük. Spanyolország szintén baráti lesz hozzánk és lehetséges, hogy a szövetségesünk lesz. Olaszország hozzáállása mindezonáltal bizonytalan és különösen fontos, hogy az Ön raja ne keveredjen komoly harcba osztrák hajókkal azelőtt, hogy már tudjuk Olaszország mit fog lépni. Elsődleges feladata a franciák segítése az afrikai hadseregük átszállításában biztosítás által és amennyiben lehetséges a német vagy az osztrák hajók [különösképpen a Goeben] harcra bírása, melyek akadályozni próbálhatják a csapatszállítmányokat. Táviratban értesítve lesz, hogy mikor[tól] konzultálhat a francia tengernaggyal. [Ebben a szakaszban] még semmiképp se bocsátkozzon harcba fölényben lévő erőkkel, leszámítva ha az egy [a franciákkal közösen vívott] általános csata része. A rajainak sebessége elegendő ahhoz, hogy Ön válassza meg a pillanatot. Remélhetjük, hogy a Földközi-tengeren lévő erőinket megerősíthetjük, és Önnek jól kell gazdálkodnia az erőivel a kezdetekben.”

### Souchon tengernagy a brit csatacirkálókkal való találkozásról
Az alábbi idézet Wilhelm Souchon tengernagy visszaemlékezését tartalmazza a brit csatacirkálókkal való augusztus 4-ei találkozásról. Az idézet a von Mantey tengernagy által szerkesztett és egyéni visszaemlékezéseket tartalmazó, kétrészes „Auf See unbesiegt” első kötetének 23-24. oldalain található.

„„Délelőtt 10 órakor hirtelen a bal oldalon és velünk szembe nagy sebességgel haladva 2 nagy hadihajó tűnt fel. „A lövegekhez!” Tűznyitásra készen robogunk tovább. Mi fog történni? „Goeben” szerezz tiszteletet a nevednek, mutasd meg, milyen a német tüzérség színvonala, a német anyag minősége még a számbeli és kaliberbeli fölénnyel szemben is. Szegény, takaros kis „Breslau”, mi lesz veled!
Gyorsan közelednek, majd ki lehet venni, hogy ezek nem magas fedélzetű franciák, hanem háromlábú árbócokkal rendelkező angolok. Indomitable-ök (Rettenthetetlenek). Feszült várakozással látjuk őket 90 hektométer távolságban elhaladni, tüzet nem nyitnak, elfordulnak és követni kezdenek minket. Nem vehettem őket tűz alá, mivel nem kaptam értesítést arról, hogy Anglia ellenség lesz és csodálkoztam azon, hogy nem lőttek. Hiszen Anglia minden háborúját úgy nyitotta, hogy még a hadüzenet előtt, gyakran a legnagyobb béke közepette rátámadt az ellenségére. Az angol cirkálók csak azon fáradoztak, hogy a rádióforgalmunkat tervszerűen zavarják.
Lehetőség szerint nem engedhettük meg, hogy észrevegyék a kazánbénaságunk (kessellahm)  és megpróbáltuk lerázni az ellenfelet. Mindkettő sikerült az angol első osztályú gépszemélyzetnél messze jobb [teljesítményt nyújtó] saját gépszemélyzet csaknem emberfeletti erőfeszítéseinek köszönhetően és annak a szerencsés körülménynek, hogy estefelé bepárásodott. Az angolok még több kiscirkálót bevontak az üldözésünkbe, mind modern, 25-26 csomóra képes hajókat.
Annak ellenére, hogy a „Goeben” folyamatosan kazánproblémákkal küzdött és közülük volt hogy három is egyszerre üzemképtelen volt, sikerült a hajónak ideiglenesen 23 csomós sebességnek megfelelő fordulatszámot kicsikarnia és ezáltal, láss csodát, az angol hajóktól elszakadnia!
Az angol leírás ezt a kudarcot azzal magyarázza, hogy a német 29 és 27 csomós sebességre képes cirkálókat amiatt sem tudták követni, mert a hajóik már régóta nem voltak dokkban és a gépszemélyzetük sem lett volna teljesen feltöltve. Amennyiben az angol olvasóközönség venné a fáradságot és az angol leíráshoz mellékelt térképen utánamérné [a távolságokat], akkor rájönne, hogy a modern 26-csomós hajóik ezen út néhány órája során még a 22 csomós sebességet sem tudták tartani. A „Goeben” is 10 hónappal korábban volt legutóbb dokkban.
A két Indomitable már a délután folyamán lemaradt, este 9 órakor veszítettük szem elől az utolsó angol cirkálót.””

## Fordítás
- Ez a szócikk részben vagy egészben  a   Pursuit of Goeben and Breslau című angol Wikipédia-szócikk ezen változatának fordításán alapul.  Az eredeti cikk szerkesztőit annak laptörténete sorolja fel. Ez a jelzés csupán a megfogalmazás eredetét és a szerzői jogokat jelzi, nem szolgál a cikkben szereplő információk forrásmegjelöléseként.

### Felhasznált források
- von Mantey, Eberhard. Auf See unbesiegt, 1. kötet – Der Durchbruch S. M. Schiffe „Goeben” und „Breslau” von Messina nach den Dardanellen., München: Lehmanns Verlag (1922) (Wilhelm Souchon tengernagy beszámolója a Törökországba való áttörésről, 17–31. o.)
- Milne, Archibald Berkeley. The Flight of the Goeben and the Breslau. London: Eveleigh Nash (1921)
- Miller, Geoffrey. Superior Force: The Conspiracy Behind the Escape of Goeben and Breslau (1996) (szabadon hozzáférhető, nagy részletességű, de számos pontatlanságot tartalmazó mű)
- Ludwig, Emil. Die Fahrten der Goeben und der Breslau. Berlin: S. Fischer (1916)

### Angol szócikk által megadott források
- Churchill, Winston S.. The World Crisis. Thornton Butterworth Ltd. (1923–1927)
- Fromkin, David. A Peace to End All Peace: Creating the Modern Middle East 1914–1922. Owl Books (1989). ISBN 0-8050-0857-8
- Keegan, John. Intelligence in War. Hutchinson (2003). ISBN 0-09-180229-6
- szerk.: Lumby, Esmond Walter Rawson: Policy and operations in the Mediterranean, 1912–14. London: Navy Records Society (1970). ISBN 0-85354-004-7
- Massie, Robert. Castles of Steel: Britain, Germany and the winning of the Great War. Random House (2004). ISBN 0-224-04092-8
- McLaughlin, Redmond. The escape of the Goeben. Scribners (1974)
- Moorehead, Alan. Gallipoli. Wordsworth Editions (1956). ISBN 1-85326-675-2
- Tuchman, Barbara. The Guns of August. Constable (1962). ISBN 0-333-69880-0
- Van Der Vat, Dan. The Ship that Changed the World (Revised Edition). Birlinn (2001). ISBN 978-1-84158-062-3